# A Hetedik mennyország epizódjainak listája
A Hetedik mennyország a Camden család életébe kalauzol, ahol az apa tiszteletes, az anya pedig hét rakoncátlan gyereket nevel.
Camden tiszteletes egyben lelkész egyben apa is segít a közösségnek barátoknak ismerősöknek hogy példát mutasson a gyerekeinek

## Évados áttekintés
| Évad | Évad | Részek száma | Részek száma | Eredeti sugárzás     | Eredeti sugárzás | Eredeti adó | Magyar sugárzás                     | Magyar sugárzás                     | Magyar adó            |
| Évad | Évad | Részek száma | Részek száma | Évadbemutató         | Évadzáró         | Eredeti adó | Évadbemutató                        | Évadzáró                            | Magyar adó            |
| ---- | ---- | ------------ | ------------ | -------------------- | ---------------- | ----------- | ----------------------------------- | ----------------------------------- | --------------------- |
|      | 1.   | 22           | 22           | 1996. augusztus 26.  | 1997. május 19.  | The WB      | 1998. január 10. / 2004. június 25. | 1998. június 20. / 2004. július 26. | RTL Klub Viasat 3 TV2 |
|      | 2.   | 22           | 22           | 1997. szeptember 15. | 1998. május 11.  | The WB      | 2004. július 27.                    | 2004. augusztus 26.                 | RTL Klub Viasat 3 TV2 |
|      | 3.   | 22           | 22           | 1998. szeptember 21. | 1999. május 24.  | The WB      | 2005. október 28.                   | 2005. november 30.                  | RTL Klub Viasat 3 TV2 |
|      | 4.   | 22           | 22           | 1999. szeptember 20  | 2000. május 22.  | The WB      | 2005. december 1.                   | 2006. január 6.                     | RTL Klub Viasat 3 TV2 |
|      | 5.   | 22           | 22           | 2000. október 2.     | 2001. május 21.  | The WB      | 2006. január 9.                     | 2006. február 7.                    | RTL Klub Viasat 3 TV2 |
|      | 6.   | 22           | 22           | 2001. szeptember 24. | 2002. május 20.  | The WB      | 2006. február 8.                    | 2006. március 9.                    | RTL Klub Viasat 3 TV2 |
|      | 7.   | 22           | 22           | 2002. szeptember 16. | 2003. május 19.  | The WB      | 2006. március 10.                   | 2006. április 11.                   | RTL Klub Viasat 3 TV2 |
|      | 8.   | 23           | 23           | 2003. szeptember 15. | 2004. május 17.  | The WB      | 2006. április 12.                   | 2006. május 16.                     | RTL Klub Viasat 3 TV2 |
|      | 9.   | 22           | 22           | 2004. szeptember 13. | 2005. május 23.  | The WB      | 2006. május 17.                     | 2006. június 16.                    | RTL Klub Viasat 3 TV2 |
|      | 10.  | 22           | 22           | 2005. szeptember 19. | 2006. május 8.   | The WB      | 2006. június 19.                    | 2006. július 18.                    | RTL Klub Viasat 3 TV2 |
|      | 11.  | 22           | 22           | 2006. szeptember 25. | 2007. május 13.  | The CW      | 2008. január 31.                    | 2008. február 29.                   | RTL Klub Viasat 3 TV2 |

## Epizódok

### Első évad (1996-1997)
A második premierdátum a Viasat 3-as, újraszinkronizált részeké. Később a TV2 ezt vette át, és vitte végig a sorozatot a 3. évadtól.
| Sor. | Év. | Cím                                                          | Rendező            | Író                                                                | Premier                                                  | Nézettség   | Gyártási szám |
| --- | --- | ------------------------------------------------------------ | ------------------ | ------------------------------------------------------------------ | -------------------------------------------------------- | ----------- | ------------- |
| 1. | 1.  | Vagy amit akartok (Anything You Want)                        | Sam Weisman        | Brenda Hampton                                                     | 1996. augusztus 26. 1998. január 10. / 2004. június 25.  | 2,80 millió | 101           |
| Eric Camden tiszteletes ötgyermekes családapa, boldog házasságban él feleségével, Annievel, aki otthon próbálja kordában tartani öt gyermekét. Matt, a legidősebb épp rászokott a dohányzásra, Mary aki alig várja, hogy szerelmes lehessen, Lucy, aki folyton aggódik, hogy lemarad valamiről, Simon, a legkisebb fiú, aki mindent megadna egy kutyáért és Ruthie, aki a maga öt évével a család bölcse. |     |                                                              |                    |                                                                    |                                                          |             |               |
| 2. | 2.  | Családi titkok (Family Secrets)                              | Mark Sobel         | Brenda Hampton                                                     | 1996. szeptember 23. 1998. január 17. / 2004. június 28. | 2,60 millió | 102           |
| Mattnek meggyűlik a baja az ideiglenes munkaadóival. Az igazság viszont az, hogy egy állást sem tud hosszabb ideig megtartani. Annie megtudja, hogy az édesanyja leukémiás. A hír az egész családot megdöbbenti, de Annie nem tudja feldolgozni. |     |                                                              |                    |                                                                    |                                                          |             |               |
| 3. | 3.  | Egy szempillantás alatt (In the Blink of an Eye)             | Duwayne Dunham     | Catherine LePard                                                   | 1996. szeptember 30. 1998. január 24. / 2004. június 29. | 2,50 millió | 103           |
| Annie továbbra is anyja betegsége miatt szenved, végül úgy dönt Arizonába megy meglátogatni szüleit. Eközben Eric elvállal egy jótékonysági munkát (ételkihordás), de az utolsó pillanatban mégsem tudja elvégezni. Matt vállalja el helyette, de csak azért, hogy legyen kocsija, amivel el tud menni az aktuális barátnojéért. De csak bajba kerül (a lány sörrel traktálja, miközben o vezetne, majd tolatás közben belehajt egy rendorautóba). Mary úgy dönt szakít Jeff-fel, míg Lucy elso igazi randijára készül Jimmy Moonnal. Végül Annie hazaérkezik szüleivel, akik úgy döntenek, hogy ott maradnak, hogy egy kicsit több idot töltsenek a családdal. A rész végén egy családtag eltávozik, amikor Annie azt álmodja, hogy édesanyja elbúcsúzik tole. Amikor felébred édesapja elmondja neki, hogy édesanyja álmában meghalt.                                                                                   |     |                                                              |                    |                                                                    |                                                          |             |               |
| 4. | 4.  | Egy esküvő és egy temetés se (No Funerals and a Wedding)     | Mark Jean          | Molly Newman                                                       | 1996. október 7. 1998. január 31. / 2004. június 30.     | 2,60 millió | 104           |
| Annie az édesanyja temetése után még több nehézséggel néz szembe, mert az édesapja miatt is aggódnia kell, aki igen furcsán viselkedik. Eric eközben egy fiatal házaspár gondjain igyekszik segíteni. Matt pedig elkíséri a kórházba Renee-t, amikor a lánynál megindul a szülés. |     |                                                              |                    |                                                                    |                                                          |             |               |
| 5. | 5.  | Isten színe előtt (The Color of God)                         | Burt Brinckerhoff  | Brenda Hampton                                                     | 1996. október 14. 1998. február 7. / 2004. július 1.     | 3,10 millió | 105           |
| A Camden család régi barátai Hamilton-ék, ahol az édesapa ugyancsak tiszteletes. Amikor a temploma gyújtogatás miatt leég, a családot befogadják. Minden igyekezetük ellenére azonban a Camden gyerekek és Hamilton-ék gyermekei nehezen értik meg egymást. |     |                                                              |                    |                                                                    |                                                          |             |               |
| 6. | 6.  | Halloween (Halloween)                                        | Nick Havinga       | Molly Newman                                                       | 1996. október 28. 1998. február 14. / 2004. július 2.    | 3,60 millió | 106           |
| A Camden családban ki-ki a maga módján készül a Halloween-ra. Ám a családfő nagyon furcsán viselkedik: baljós előérzeteivel szinte az őrületbe kergeti Annie-t. A templom díszítése közben azonban fény derül az igazságra…A tiszteletes egy 11 éves korában elszenvedett rossz emlék miatt gyűlöli a Halloween-napot. |     |                                                              |                    |                                                                    |                                                          |             |               |
| 7. | 7.  | Szombat (Saturday)                                           | David Semel        | Jack LoGiudice                                                     | 1996. november 4. 1998. február 21. / 2004. július 5.    | 3,60 millió | 107           |
| Mary – az egész család döbbenetére – úgy dönt, hogy nem szeretné, ha a közelgő fontos kosárlabdameccsére elkísérné őt a családja. Így hát mindannyian másfajta szombati elfoglaltság után néznek, kivéve Lucy-t, aki nagyon haragszik a nővérére, amiért az cserbenhagyta a barátai előtt. Eközben Simon, Ruthie és a család négylábú kedvence eltévednek a városban... |     |                                                              |                    |                                                                    |                                                          |             |               |
| 8. | 8.  | Mit szólnak majd az emberek? (What Will People Say?)         | Duwayne Dunham     | Brenda Hampton                                                     | 1996. november 11. 1998. február 28. / 2004. július 6.   | 3,60 millió | 108           |
| A gyerekek meglátják, amint az édesapjuk egy csinos hölgy kíséretében belép egy szállodába, és persze mindebből azonnal messzemenő következtetéseket vonnak le. Ettől kezdve pedig megindul a lavina: Camden tiszteletes gyülekezetének összes tagja a történteken csámcsog…Matt eközben mindent bevet annak érdekében, hogy Mary és az új barátja minden lépését nyomon kövesse. |     |                                                              |                    |                                                                    |                                                          |             |               |
| 9. | 9.  | Az ördög műve (See no Evil, Hear no Evil, Speak no Evil)     | Harry Harris       | Catherine LePard                                                   | 1996. november 18. 1998. március 7. / 2004. július 7.    | 3,10 millió | 109           |
| Miután Annie és Matt kisebb autóbalesetet szenvednek, Annie furcsán kezd el viselkedni. Ennek tetejében pedig még a jegygyűrűjét is elveszíti…Lucy amiatt aggódik, hogy megromolhat a Jimmy Moon-nal való barátsága, miután mindketten indulnak az osztályelnök választáson. Eközben Mary tetoválást szeretne a testére. |     |                                                              |                    |                                                                    |                                                          |             |               |
| 10. | 10. | Julie utolsó esélye (The Last Call for Aunt Julie)           | Joel J. Feigenbaum | Ron Zimmerman                                                      | 1996. november 25. 1998. március 14. / 2004. július 8.   | 3,60 millió | 110           |
| Matt, Mary és Lucy azt tervezik, hogy a Hálaadást nem családi körben ünneplik, ám amikor kiderül, hogy Eric húga, Julie a vakációt náluk tölti, az egész elképzelés meghiúsulni látszik. Fény derül azonban egy nagy titokra: Julie évek óta alkoholproblémával küzd, ezért a családi tanács döntése az, hogy jobb lenne, ha az ünnepekre mégis otthon maradna. De Eric minden áron segíteni akar a testvérén… |     |                                                              |                    |                                                                    |                                                          |             |               |
| 11. | 11. | Most látsz engem (Now You See Me)                            | Harvey S. Laidman  | Charles Lazer                                                      | 1996. december 16. 1998. március 21. / 2004. július 9.   | 3,20 millió | 111           |
| Camden-ék igen különösnek tartják, hogy Matt új barátnője, Tia szívesebben tölti velük az idejét, mint Matt-tel kettesben. Annie úgy érzi, hogy a házasságukból kiveszett a romantika, s ezt szóvá is teszi Eric-nek. Simon pedig azzal kergeti őrületbe a családját, hogy úgy tesz, mintha láthatatlan lenne... |     |                                                              |                    |                                                                    |                                                          |             |               |
| 12. | 12. | A barátaim segítségével (With a Little Help from my Friends) | Burt Brinckerhoff  | Brenda Hampton & Jack LoGiudice                                    | 1997. január 13. 1998. március 28. / 2004. július 12.    | 3,02 millió | 112           |
| Matt és Mary az iskola helyett egy idős hölgy, Mrs. Bink háza körül segítenek, ám minderről a szüleik mit sem sejtenek. De Camden-éknél semmi sem maradhat titokban... Eközben Eric úgy próbál segíteni egy hajléktalan családon, hogy némi fizetségért munkát ad nekik a templomban. Lucy minden gondolatát a 13. születésnapja és egy buli megszervezése köti le. Happy-nek kölykei születnek. |     |                                                              |                    |                                                                    |                                                          |             |               |
| 13. | 13. | Az 1-es számú közellenség (America's Most Wanted)            | Mark Jean          | Brenda Hampton                                                     | 1997. január 27. 1998. április 4. / 2004. július 13.     | 3,21 millió | 113           |
| Mary-nek a kosárlabdacsapat furcsa beavatási szertartásán kell rész vennie: lopnia kell. Amikor Camden tiszteletes megtudja a dolgot, Matt-tet kéri meg, hogy tisztázza a helyzetet, ám az őszinteség ez esetben nem bizonyul jó ötletnek. Lucy nem készül el időben a dolgozatával, ezért csalásra vetemedik. Eközben a család legkisebb tagjai kihallgatnak egy beszélgetést, amit Ruhtie persze teljesen félreért… |     |                                                              |                    |                                                                    |                                                          |             |               |
| 14. | 14. | A jövevény (Seven is Enough)                                 | Harry Harris       | Catherine LePard & Ron Zimmerman                                   | 1997. február 3. 1998. április 18. / 2004. július 14.    | 3,17 millió | 114           |
| A Camden család jól megszokott hétköznapjait Eric szüleinek érkezése forgatja fel fenekestül. A nehéz természetű nagypapa és Eric között pedig csak nő a feszültség, amikor mindketten úgy döntenek, hogy örökbe fogadják az árva kis George-ot. Megindul hát kettejük között a versengés…Annie pedig egy bevásárlás alkalmával egy ismeretlen nő kezén véli felfedezni elveszett jegygyűrűjét… |     |                                                              |                    |                                                                    |                                                          |             |               |
| 15. | 15. | Valentin-napi dili (Happy's Valentine)                       | David Semel        | Brenda Hampton                                                     | 1997. február 10. 1998. április 25. / 2004. július 15.   | 3,84 millió | 115           |
| A Camden szülők és Hamilton-ék közös vakációra indulnak, hogy megünnepeljék a Valentin-napot. Erre az időre Matt veszi át a családfő szerepét, több-kevesebb sikerrel … Lucy eközben csak arra tud gondolni, hogy élete első igazi Valentin-napját Jimmy Moon-nal töltheti. Ám ezen a szép napon szörnyű tragédia történik: a család kedvencét elgázolja egy autó … |     |                                                              |                    |                                                                    |                                                          |             |               |
| 16. | 16. | Szép új világ (Brave New World)                              | Harvey S. Laidman  | Catherine LePard                                                   | 1997. február 17. 1998. május 9. / 2004. július 16.      | 4,02 millió | 116           |
| A Camden család háza táján ismét zajlik az élet! Lucy meg szeretné hívni magukhoz az újdonsült barátját, és ezért az édesapját kegyes hazugságra kéri. Mattet nagyon bosszantja Mary udvarlója, miközben Simon is féltékeny Ruthie új barátaira. Elérkezik a nagy nap: a kis Ruthie iskolába megy... |     |                                                              |                    |                                                                    |                                                          |             |               |
| 17. | 17. | Kételyek között (Choices)                                    | Kevin Inch         | Sue Tenney                                                         | 1997. április 14. 1998. május 16. / 2004. július 19.     | 3,56 millió | 117           |
| Mary összebarátkozik egy Camille nevű lánnyal, aki rossz hatással van rá, ugyanis Mary megszökik otthonról, hogy elmenjen vele egy nem éppen szolid buliba. Lucy úgy dönt, hogy 13 évesen elég felnőtt már ahhoz, hogy maga válasszon hitet és vallást. Persze ennek Camden tiszteletes egy cseppet sem örül. Eközben pedig a két legkisebb gyerek szokás szerint rosszaságon töri a fejét… |     |                                                              |                    |                                                                    |                                                          |             |               |
| 18. | 18. | Nincs semmi veszve (Faith, Hope and the Bottom Line)         | Burt Brinckerhoff  | Catherine LePard                                                   | 1997. április 21. 1998. május 23. / 2004. július 20.     | 2,72 millió | 118           |
| Eric segíteni szeretne egy szerencsétlen sorsú emberen azzal, hogy munkát ad neki a templomban. Ám Annie nem örül az ötletnek, mert így is pénzszűkében vannak. Lucy féltékenykedik a nővérére, ugyanis azt képzeli, hogy Jimmy Moon-nak valójában ő tetszik. Simon mindent megtesz azért, hogy Matt-tet rávegye a tetanuszoltásra, miközben Ruthie a segélykérő telefonszámokat teszteli. |     |                                                              |                    |                                                                    |                                                          |             |               |
| 19. | 19. | Harc a kis George-ért (It's About George)                    | Harry Harris       | Ron Zimmerman                                                      | 1997. április 28. 1998. május 30. / 2004. július 21.     | 3,05 millió | 119           |
| A tiszteletes szülei ismét látogatóba érkeznek a városba. Ám a kellemesnek induló vakáció szörnyű rémálommá válik, amikor a kis George igazi apja úgy dönt, visszaszerzi elveszített fiát. Közben Julie nagynénit hazaengedik az elvonókúráról, de a neheze csak ekkor következik számára: rendbe kell hozni a kapcsolatát a szüleivel. A Camden ház tehát újra az érzelmi harcok színterévé válik… |     |                                                              |                    |                                                                    |                                                          |             |               |
| 20. | 20. | A búcsú ideje (Say Good-Bye)                                 | Gabrielle Beaumont | Brenda Hampton & Sue Tenney                                        | 1997. május 5. 1998. június 6. / 2004. július 22.        | 2,93 millió | 120           |
| Matt kellemetlen helyzetbe kerül, amikor az édesanyja régi barátnője vendégségbe érkezik hozzájuk. Mary első nagy sikerét aratja a kávéházban. Ruthie elhatározza, hogy búcsút int képzeletbeli barátjának, Hoowie-nak. Eközben Lucy nagyon el van keseredve, mert kiderül, hogy a legjobb barátnője, Suzanne másik városba költözik. |     |                                                              |                    |                                                                    |                                                          |             |               |
| 21. | 21. | Veszedelmes viszonyok, 1. rész (Dangerous Liaisons, part 1)  | Harvey S. Laidman  | Tévéjáték: Brenda Hampton & Ron Zimmerman Történet: Brenda Hampton | 1997. május 12. 1998. június 13. / 2004. július 23.      | 3,26 millió | 121           |
| Annie édesapja felesége temetése óta először látogatja meg a Camden családot. Azonban nem egyedül érkezik, magával hozza új társát, s ez a tény felborítja a család nyugalmát. Ruthie és Mary lemennek a játszótérre, és megismerkednek Wilson-nal, aki egy kisfiúval van a parkban. Wilson összeszedi minden bátorságát, és randevúra hívja a lányt. Ginger-nek nem esik túl jól Annie viselkedése, Eric pedig nem győz hárítani a két nő között... |     |                                                              |                    |                                                                    |                                                          |             |               |
| 22. | 22. | Veszedelmes viszonyok, 2. rész (Dangerous Liaisons, part 2)  | Harvey S. Laidman  | Tévéjáték: Brenda Hampton & Ron Zimmerman Történet: Brenda Hampton | 1997. május 19. 1998. június 20. / 2004. július 26.      | 4,15 millió | 122           |
| Eric a kórházból felhívja a gyerekeket, és megkéri Mattet, hogy menjenek el egy újonnan nyílt vendéglőbe. Amikor megérkeznek rájönnek, hogy halláskárosultak részére építették ezt a helyet. Matt meglátja Heathert az étteremben, és megkérdezi a pincért, hogy hogy kell azt mutatni, hogy "Ne haragudj!", de Ruthie azt mutatja meg neki, hogy hogy kell azt mondani, hogy "szeretlek". Annie megbocsát az apjának, aki elmondja, hogy csak újra boldog akar lenni. Másnap Matt megtudja hogy Michael Towner, aki zaklatta Mary-t, volt az aki elütötte a húgát. Michael bemegy a kórházba, bocsánatot kérni Mary-tol. Amikor Jimmy meglátja Lucy haját, szakít vele. Wilson elmondja Ericnek, hogy Billy a fia, és megkérdezi, hogy ennek ellenére találkozhat-e a lányával. Amikor Mary hazamegy a kórházból, Eric elmondja neki, hogy lehet, hogy soha többé nem játszhat. Végül az egész család nekiáll kosarazni. |     |                                                              |                    |                                                                    |                                                          |             |               |

### Második évad (1997-1998)
| Sor. | Év. | Cím                                                                         | Rendező               | Író                            | Premier                               | Nézettség   | Gyártási szám |
| --- | --- | --------------------------------------------------------------------------- | --------------------- | ------------------------------ | ------------------------------------- | ----------- | ------------- |
| 23. | 1.  | Ne vedd el a szerelmemet! (Don't Take My Love Away)                         | Derek Blaskie         | Brenda Hampton                 | 1997. szeptember 15. 2004. július 27. | 4,63 millió | 201           |
| Eric-hez egy megtört asszony fordul segítségért, akinek évekkel ezelőtt megölték a férjét. Szívesen találkozna a gyilkossal, hogy végre fel tudja dolgozni a szörnyű eseményt. A beszélgetés közben a tiszteletes rádöbben, hogy mennyire szereti a feleségét, ezért évfordulójuk alkalmából újra feleségül kéri Annie-t. Lucy még mindig nem tudja túltenni magát a Jimmy-vel való szakításon, Mary pedig azon, hogy a térde talán sosem lesz a régi. |     |                                                                             |                       |                                |                                       |             |               |
| 24. | 2.  | Találkozunk szeptemberben (See You in September)                            | David Semel           | Christopher Bird               | 1997. szeptember 22. 2004. július 28. | 4,77 millió | 202           |
| Egy felső tagozatos tanuló le akar ugrani a házuk tetejéről, amikor édesanyja a rendőröket és Eric-et hívja segítségül. Ruthie csalódott, mert az óvónő nem engedi, hogy baseballsapkát hordjon. Ugyancsak ilyen igazságtalanság történik Lucy-val, aki aszpirint vesz be és a tanára drogozással vádolja, valamint Simon-nal, aki késsel és villával enné az ebédjét, de a tanára szerint ez fegyver és megbünteti őt?. |     |                                                                             |                       |                                |                                       |             |               |
| 25. | 3.  | Szeretlek (I Love You)                                                      | Gabrielle Beaumont    | Brenda Hampton                 | 1997. szeptember 29. 2004. július 29. | 4,86 millió | 203           |
| Ruthie és Simon titokban elolvassák Matt szerelmes leveleit, amiket Heather-nek írt. Amikor Matt minderre rájön, titkos bosszún töri a fejét. Annie és Lucy épp vásárolnak, amikor meghallják, hogy egy iskolatársával milyen ingerülten beszél az anyja. Annie a fejébe veszi, hogy utánajár, vajon miért távolodott el anya a lányától… |     |                                                                             |                       |                                |                                       |             |               |
| 26. | 4.  | Ki tudta előre? (Who Knew?)                                                 | Gabrielle Beaumont    | Greg Plageman                  | 1997. október 6. 2004. július 30.     | 5,49 millió | 204           |
| Camden tiszteletes füves cigit talál a házukban, azonban nem tudja, hogy kit gyanúsítson vele. Tulajdonképpen nem nézné ki egyik gyerekéből sem, de azért óvatosan rákérdez mindenkinél?Annie elmeséli Matt-nek, hogy annak idején, amikor egész fiatal volt, ő is szívott füves cigarettát, nem is egyszer. Ruthie elhatározza, hogy mától ő mossa a ruháit, de hamar kifogy a meglévő tiszta ruhákból, s már csak fürdőruhában látni a lakásban. |     |                                                                             |                       |                                |                                       |             |               |
| 27. | 5.  | Ki mondta? (Says Who?)                                                      | Harvey Laidman        | Greg Plageman                  | 1997. október 13. 2004. augusztus 2.  | 5,60 millió | 205           |
| Ericet gyülekezetének egyik tagja, Mrs. Bink ráveszi, hogy derítse ki legjobb barátjának, Mrs. Hinkle-nek nyugdíjas otthonba való vonulásának valódi okát. Simon és Ruthie egy kísérletet folytatnak, aminek folytán meg akarják gyozni Mattet, hogy Simon összemegy, de a terv a visszájára fordul. Lucy megpróbálja kideríteni egyik osztálytársának, Shelby-nek látszólagos táplálkozási zavarának okát, bulémiára gyanakodva. |     |                                                                             |                       |                                |                                       |             |               |
| 28. | 6.  | Nehéz a szakítás (Breaking Up Is Hard To Do)                                | Harry Harris          | Brenda Hampton                 | 1997. október 20. 2004. augusztus 3.  | 5,40 millió | 206           |
| Mary úgy dönt szakít Wilson-nal. Simon meg akarja szerezni első barátnőjét, közben Ruthie megkapja első csókját az iskola játszóterén. Matt rossz híreket kap a barátnőjéről, Heather-ről, ezért Philadelphiába utazik... |     |                                                                             |                       |                                |                                       |             |               |
| 29. | 7.  | A lányok csak szórakozni akarnak... (Girls Just Want To Have Fun)           | Joel J. Feigenbaum    | Catherine LePard               | 1997. november 3. 2004. augusztus 4.  | 5,97 millió | 207           |
| Simon kezdi megkedvelni legjobb barátjának a testvérét, Karen-t aki egy banda tagja. Lucy függetlenségi jelenetet rendez, kisminkeli magát és álruhába öltözik, hogy találkozzon néhány sráccal, azonban összetalálkozik Annie-vel és Ruthie-val... |     |                                                                             |                       |                                |                                       |             |               |
| 30. | 8.  | Csinálj valamit! (Do Something)                                             | Tony Mordente         | Naomi Janzen                   | 1997. november 10. 2004. augusztus 5. | 5,42 millió | 208           |
| Simon mindennél jobban szeretne egy beszélő figurát, de ahhoz sok képeslapot kell eladnia. Természetesen a nagy üzletelésből Ruthie sem maradhat ki, a csöppség azonban hamarabb talál vevőket, mint Simon. Matt munkát keres és elvállalja, hogy egy rákos kisfiút látogat a kórházban. Steve elmondja Matt-nek, hogy minden vágya az, hogy utoljára baseballozhasson egyet. Matt tudja, hogy ha teljesíti a fiú kívánságát, ugrik a munka, vagy ha nem, akkor mindig furdalni fogja a lelkiismeret. Annie elvállalja, hogy muffinokat süssön egy cukrászda számára, lányai szerint ugyanis nem dolgozik évek óta semmit. |     |                                                                             |                       |                                |                                       |             |               |
| 31. | 9.  | Gyűlöllek (I Hate You)                                                      | Burt Brinckerhoff     | Brenda Hampton & Eleah Horwitz | 1997. november 17. 2004. augusztus 6. | 7,53 millió | 209           |
| Matt-nek új barátnője van, aki szép, okos, barátságos és még humoros is. Lucy és Mary szinte már túlságosan is tökéletesnek tartják és kicsúfolják a háta mögött. A lány mindezt azonban meghallja, és azonnal szakít Matt-tel, a lányok bocsánatkérése pedig már túl későn jön. Simon az iskolában azt a feladatot kapja, hogy készítsenek egy olyan kiselőadást, amelyben történelmi eseményekről számolnak be. Eric egyházának tagja, egy öreg és kedves hölgy megszenvedte és túlélte Auschwitz-ot, a kisfiú pedig úgy dönt, elhívja őt az iskolába, hogy mesélje el, mi is történt vele pontosan. A gyerekeket nagyon megérinti az idős hölgy tragédiája…                                                                 |     |                                                                             |                       |                                |                                       |             |               |
| 32. | 10. | Igazság vagy bátorság (Truth or Dare)                                       | Les Sheldon           | Brenda Hampton & Eleah Horwitz | 1997. november 24. 2004. augusztus 9. | 5,73 millió | 210           |
| Ruthie-nak úszástanfolyamra kell mennie, de nem akar a kicsik csoportjába kerülni, ezért megkéri Simont, hogy tanítsa meg úszni a fürdőkádban. Mary segítséget kér a bátyjától, hogy szervezzen meg egy randit az egyik osztálytársával. Brian eleinte elutasítja Matt kérését, mert úgy véli, hogy Mary kicsit vérmes és nem hozzá való, de 20 dollárért elviszi a lányt pizzázni. Lucy-t – Mary közbenjárására – meghívják egy pizsama-partira, aminek az a célja Jimmy Moon barátnője részéről, hogy megalázzák őt. A tiszteletes legnagyobb gondja pedig az,hogy önként vállalt fogyókúráját titokban megszegje. |     |                                                                             |                       |                                |                                       |             |               |
| 33. | 11. | Vezess, kövess vagy húzz el az útból! (Lead, Follow, Or Get Out Of The Way) | Les Sheldon           | Greg Plageman                  | 1998. január 12. 2004. augusztus 10.  | 6,15 millió | 211           |
| Az Ezredes visszatér, amikor tudomást szerez Camdenék sorozatos problémáiról. Mary féltékeny a csapat új tagjára, akit mindenki imád. Lucy jegyei romlanak, mivel rossz társaságba keveredik. Ruthie pedig utánozva Simont, varázsló akar lenni. Eric megfeledkezik a körülötte élők problémáiról amikor egy prédikációt kell írnia, amit közvetítenek a TV-ben. Eközben Annie egyedül végzi a házimunkát otthon és a templomban, amíg mindenki a maga dolgával törodik. |     |                                                                             |                       |                                |                                       |             |               |
| 34. | 12. | Elhamarkodott ítéletek (Rush To Judgment)                                   | Neema Barnette        | Cristopher Bird                | 1998. január 19. 2004. augusztus 11.  | 7,17 millió | 212           |
| Eric és Annie felfedezik, hogy hiányzik valamennyi a templom pénzéből. Minden bizonyíték Lou-ra, a pénztárnokra utal, de Eric és Annie megpróbálnak nem rögtön a legrosszabbra gondolni. Mary és Lucy úgy gondolják, Koper edző nem kizárólag a kosárlabda miatt kedveli Mary-t?. |     |                                                                             |                       |                                |                                       |             |               |
| 35. | 13. | Két szék között (Stuck In The Middle With You)                              | Harry Harris          | Brenda Hampton                 | 1998. január 26. 2004. augusztus 12.  | 6,25 millió | 213           |
| Ashley és Jimmy Moon szakítanak, aminek Lucy nagyon örül. Rod ettől egy kicsit elkeseredik, de aztán hajtani kezd Lucy-ra, mielőtt az ex visszahódítja őt. A család véleménye ebben a témában is megoszlik, Simon pedig fogadásokat köt, hogy melyik fiúra teszi le a nővére a voksát. Annie apja látogatóba érkezik, de ezúttal egyedül. Ginger ugyanis szakított vele, mert az öregúr beleszeretett egy parókába, amit nem hajlandó levenni a fejéről. Eric házassági tanácsadást tart fiatal házasok részére, aminek pedig az lesz a vége, hogy Annie-vel nagyon összevesznek. Lucy érett döntést hoz, amivel a testvéreit is büszkévé teszi…                                                                               |     |                                                                             |                       |                                |                                       |             |               |
| 36. | 14. | Bürokrácia (Red Tape)                                                       | Les Sheldon           | Brenda Hampton                 | 1998. február 2. 2004. augusztus 13.  | 6,56 millió | 214           |
| Harriet nagy bajban van... Mr. Smith és az adóhivatal illetéktelenül rótt ki rá egy horribilis összeget, amit szélhámos ex-férjének köszönhet. Eric pedig minden erejével azon van, hogy segítse a kisfiút és az anyukáját. Lucy tönkreteszi Mary pulcsiját, ami egy rettenetes botrányhoz vezet a bevásárló központban. Pajkos hitelkártyát kap, és rögtön vásárol is magának egy pár csizmácskát, persze Simon és Ruthie segítségével. Valaki hirdetést ad fel Matt nevében az iskolaújságban, miszerint barátnőt keres. Eleinte a fiú cikinek és bosszantónak érzi, de hamar rájön, micsoda előnyei is származhatnak ebből.                                                                                                 |     |                                                                             |                       |                                |                                       |             |               |
| 37. | 15. | Hazatérés (Homecoming)                                                      | David J. Plenn        | Catherine LePard               | 1998. február 9. 2004. augusztus 16.  | 5,96 millió | 215           |
| Attól félve, hogy megbukik a visszatérésén a kosárlabdához, Mary lehetetlenül kezd viselkedni. Eric panaszkodik, hogy Mary már nem beszélget vele. Lucy izgatott, legjobb barátnőjének, Suzanne-nek látogatásától, amíg rá nem jön, hogy elszökött otthonról, abban a hiszemben, hogy édesanyja már nem törődik vele. Simon, természetismeret tanárától, Ms. Huntertol félve nem meri bemutatni a házifeladatát ezért inkább betegséget színlel. Ruthie fél az első kirándulástól, miután azt álmodta, hogy elveszíti a csoportot. Annie megnyugtatásul elkíséri, így a maguk útját járva a múzeumban, valóban elkeverednek a csoporttól. A többiek múzeumban hagyják őket, így végül Eric megy el értük.                      |     |                                                                             |                       |                                |                                       |             |               |
| 38. | 16. | Kicsi a város (It Takes A Village)                                          | Burt Brinckerhoff     | Sue Tenney                     | 1998. február 23. 2004. augusztus 17. | 6,18 millió | 216           |
| Amikor Eric elkíséri Morgan tiszteletest egy titkos találkozóra Morgan feleségének előző férjével, mindketten megdöbbennek, Kevint tolószékben látva. Keesha elhívja Lucy-t egy kettős randira és a moziban a gyerekműsor alatt csókolóznak. Annie és Patricia rajtakapják őket, amikor Ruthie-val és Lynn-nel beülnek a rajzfilmre. Mary, Lucy egyik osztálytársával randizik szintén a rajzfilm alatt (a fiút nem engedték be a másik előadásra). John, Matt segítségét kéri, hogy szüleinek elmondja, hogy nem akar főiskolára menni, inkább énekesi karrierről álmodik. Simon megkapja élete első csókját. |     |                                                                             |                       |                                |                                       |             |               |
| 39. | 17. | Semmi sem marad ugyanaz (Nothing Endures But Change)                        | Stephen Collins       | Heather Conkie                 | 1998. március 2. 2004. augusztus 18.  | 7,67 millió | 217           |
| Lucyt meghívja két vadóc barátnője egy pizzára, később magát hibáztatja kettejük balesetéért, ami barátnője életébe került, testvére pedig kórházban fekszik. Barátnője halála után a család összefog látva, zárkózott viselkedését. Végül Wilson segít rajta és elviszi egy terápiás csoportba. Mary szívességet tesz volt barátjának és vigyáz Billy-re, amíg ő elmegy a bankettjére. Simon saját szobát kap, miután Matt felköltözik a padlásra. |     |                                                                             |                       |                                |                                       |             |               |
| 40. | 18. | Az én zsánerem (My Kind Of Guy)                                             | Joseph B. Wallenstein | Greg Plageman                  | 1998. április 6. 2004. augusztus 19.  | 5,66 millió | 218           |
| Camden-ékhez egy francia cserediák érkezik: Guy, aki rendkívül sármos és jóképű. A lányok szívesen beszélgetnek vele és még szívesebben randiznának vele, míg Annie csak nyűgnek érzi. Matt először szkeptikus, de aztán udvarlási praktikákat szeretne tanulni a francia fenegyerektől. Annie és Eric felfedezik a chat-elés izgalmát és hevesen flörtölnek, ám sajnos nem privát chat-szobában, hanem mindenki számára olvasható fórumon. Ruthie és Simon egy doboz cigarettát találnak Guy holmijai között és úgy gondolják, hogy ideje kipróbálniuk. |     |                                                                             |                       |                                |                                       |             |               |
| 41. | 19. | Ideje kirepülni a fészekből (Time To Leave The Nest)                        | Tony Mordente         | Stephanie Simpson              | 1998. április 13. 2004. augusztus 23. | 5,69 millió | 219           |
| Simon egy édes, de talpig koszos kislányt talál az utcán és úgy dönt, hogy "hazaviszi" és ő lesz az apukája. Sok nyomozás után kiderül, hogy Sarah, a csöppség egyetlen rokona az alkoholista apja. Annie elmeséli Lucy-nak, hogy ő már csak azért is különleges kis ember, mert annak idején Valentin-napon fogant meg. Matt felköltözik az emeletre és első dolga, hogy felvigyen magával egy lányt, Molly-t. Azért teszi ezt, hogy a szüleinél tesztelje, vajon meddig feszítheti a húrt. Lucy és Mary pedig, kettéosztják a szobájukat és elhatározzák, hogy soha többé nem beszélnek egymással. |     |                                                                             |                       |                                |                                       |             |               |
| 42. | 20. | Mint egy szajha (Like A Harlot)                                             | Joel J. Feigenbaum    | Sue Tenney                     | 1998. április 27. 2004. augusztus 24. | 6,08 millió | 220           |
| Eric megkéri Mattet, hogy vigye el egy barátjának lányát a bankettre, mit sem sejtve híréről az iskolában. Mary és Lucy finoman vezetik rá Eric-et az igazságra: "Hogy is lehet ezt egy lelkipásztornak elmagyarázni? Vegyük mondjuk a Bibliát. Connie-t Mária Magdalénához lehetne leginkább hasonlítani..." Eric egy volt barátnőjétől szerez jegyeket "Snappy, a Stegosaurus" műsorára Ruthie-nak. Simon kényelmetlenül érzi magát, miután az iskolában megnéznek egy felvilágosító filmet... a majmok párosodásáról. Ruthie rájön az igazságra, hogy kedvence csak egy kosztümbe bújtatatott nő. Mary és Lucy, szüleiket kijátszva akarnak randizni, de végül visszafelé sül el a tervük.                                  |     |                                                                             |                       |                                |                                       |             |               |
| 43. | 21. | Barátok... (1.rész) (Boyfriends… part 1)                                    | Burt Brinckerhoff     | Brenda Hampton                 | 1998. május 4. 2004. augusztus 25.    | 6,18 millió | 221           |
| Mary és Wilson egy délután elalszanak, amíg a kis Billy a Camden ház lépcsője felé tart. Matt irtózatos haragra gerjed, és üvöltözni kezd velük, ám Lucy átlát a szitán, Matt ugyan nem akarja itt hagyni őket, de szívesen menne már a főiskolára is. A kicsiket megviseli, hogy bátyjuk elmegy, úgy érzik, cserbenhagyja őket. Rod és Jimmy egy hétre Eric nyomába szegődnek, róla és a munkájáról írnak kiselőadást. Wilson szomszédjába egy fiú költözik, akit bemutat Lucy-nak. Simon nyeri a válogatást Pajkosnak köszönhetően, így hát a tévében szerepelnek egy reklámban. Mary táborba megy, ehhez pedig egy pár vizsgálatot kell elvégezni rajta. Este egyszer csak cseng a telefon: a doktor szerint Mary terhes... |     |                                                                             |                       |                                |                                       |             |               |
| 44. | 22. | ...és barátnők (2.rész) (…and Girlfriends part 2)                           | Burt Brinckerhoff     | Catherine LePard               | 1998. május 11. 2004. augusztus 26.   | 9,33 millió | 222           |
| Eric és Annie még mindig nem tudnak felocsúdni az első sokkból, nem is tudják, hogy mondják el a dolgot Mary-nek és Wilsonnak. Alkalmas pillanat erre persze soha sincs, ráadásul Rodot és Jimmy-t még mindig ott eszi a fene Camden-éknél. Hogy teljes legyen a káosz, megjelenik az Ezredes és a felesége, nem sokkal később pedig Annie apja és Ginger is. Miután Simon és Pajkos szerepelnek a tévében, egy ismeretlen férfi jelenik meg a házuk előtt és követeli, hogy adják neki Pajkost, mert a kutya az ő két éve eltűnt Fehérkéjük. A két kicsit nagyon megviseli az eset, de Jimmy-nek és az Ezredesnek nagyszerű ötlete támad...                                                                                   |     |                                                                             |                       |                                |                                       |             |               |

### Harmadik évad (1998-1999)
| Sor. | Év. | Cím                                                                                           | Rendező            | Író                                                         | Premier                                | Nézettség    | Gyártási szám |
| --- | --- | --------------------------------------------------------------------------------------------- | ------------------ | ----------------------------------------------------------- | -------------------------------------- | ------------ | ------------- |
| 45. | 1.  | Ketten kellenek hozzá, baby (It Takes Two, Baby)                                              | Burt Brinckerhoff  | Brenda Hampton                                              | 1999. szeptember 21. 2005. október 28. | 6,29 millió  | 301           |
| Annie terhessége harmadik hónapjában depressziótól szenved, míg Ruthie eljátssza a reggeli rosszulléteket, magát terhesnek képzelve. Lucy a randizás szabályait követve próbál barátot szerezni. Matt beköltözik három lányhoz, megegyezve, hogy barátként fognak együttélni, de végül mindegyik ráhajt. Eric a tökéletes ajándékot keresi Annie-nek 20. házassági évfordulójukra. Mary-t körülrajongják a fiúk, és erre Lucy féltékeny lesz, de Mary egyik haverja őt hívja el randira. Simon barátnője furcsán viselkedik. Eric és Annie megtudják, és elmondják a gyerekeknek, hogy ikreket várnak.                                               |     |                                                                                               |                    |                                                             |                                        |              |               |
| 46. | 2.  | Próbatétel (Drunk Like Me)                                                                    | Joel J. Feigenbaum | Carol Evan McKeand & Nigel McKeand                          | 1998. szeptember 28. 2005. november 2. | 6,49 millió  | 302           |
| Annie és a lányok egy régi kocsit bütykölnek Mattnek, miután egy helyi foiskolát választott. Simon rosszul érzi magát a lányok között, és férfitársaságra van szüksége, foleg miután Annie megemlíti, hogy úgy érzi az ikrek lányok lesznek. Egy új no a városban flörtölni kezd Eric-kel. Matt barátja majdnem meghal, miután egy beavató bulin hullarészegre itta magát. |     |                                                                                               |                    |                                                             |                                        |              |               |
| 47. | 3.  | Pofonok (Cutters)                                                                             | Anson Williams     | Sue Tenney                                                  | 1998. október 5. 2005. november 3.     | 7,55 millió  | 303           |
| Lucy egyre több időt tölt új barátnőjével, Nicole-lal. Mindketten bukásra állnak biológiából, ezért remekül megértik egymást. Eric és Annie kétségbeesetten állnak a lányok barátsága előtt, különösen akkor, amikor Nicole szörnyű titkára is fény derül... Matt kellemetlen helyzetbe kerül egy lány miatt, aki annak ellenére, hogy barátja van, ki akar kezdeni vele. Ruthie csúnyán lebőg a matematika teszten, ezért Simon igyekszik a segítségére lenni a tanulásban. Minden egyes helyes válaszért 50 centet ígér, s lassan azon veszi észre magát, hogy már 20 dollárral tartozik a húgának...                                              |     |                                                                                               |                    |                                                             |                                        |              |               |
| 48. | 4.  | Az örökség (The Legacy)                                                                       | Tony Mordente      | Catherine LePard                                            | 1998. október 12. 2005. november 4.    | 6,73 millió  | 304           |
| Simonban egy világ omlik össze, amikor a kedvenc tanárát látja rátámadni egy férfira. Mattnek ki kell költöznie a kollégiumból, amikor összetűzésbe kerül az egyik nevelőtanárral. Ruthie-nak a legnagyobb fejtörést az okozza, hogy megtalálja a legmegfelelőbb hangszert, amelyen tanulni kezdjen. Eközben Annie a magzatok helyes fejlődése érdekében – családja döbbenetére – zongoraleckéket vesz... |     |                                                                                               |                    |                                                             |                                        |              |               |
| 49. | 5.  | Tanulóvezető (... And a Nice Chianti)                                                         | Harvey S. Laidman  | Greg Plageman                                               | 1998. október 19. 2005. november 7.    | 6,10 millió  | 305           |
| A tiszteletes egy – a fiát három éve elveszítő – édesanyának próbál segíteni abban, hogy az asszony találkozhasson azokkal az emberekkel, akiknek a fia szervei mentették meg az életüket. Mary nagyon boldog, hogy végre megszerezte a jogosítványt, de roppant módon elkeseredik, amikor senki sem akar vele kocsikázni. Lucy-ra féltékenykednek a barátnői egy nagyon helyes elsőéves egyetemista srác miatt. Matt autóját pedig ellopja, majd össze is töri egy állapotos lány... |     |                                                                                               |                    |                                                             |                                        |              |               |
| 50. | 6.  | Családi zűrök (And the Home of the Brave)                                                     | Harry Harris       | Brenda Hampton                                              | 1998. november 2. 2005. november 8.    | 6,67 millió  | 306           |
| Annie édesapja újra megnősül, feleségül veszi Ginger-t. Annie azonban nem lelkesedik túlságosan az ötletért, pláne, hogy az esküvői fogadást a Camden-házban tartják, s így mindent neki kell megszerveznie. Útban a bevásárlóközpontba megismerkedik egy hajléktalan háborús veteránnal, akit meghív a házukba. Az idős férfiról kiderül, hogy csaknem negyven évig szakácsként dolgozott, s hogy kifejezze háláját, elkészíti a teljes esküvői menüt. Simon minden idejét a barátnőjével, Deena-val tölti, Lucy pedig Jordan-nal van elfoglalva. Ruthie ezért magányosnak érzi magát és úgy dönt, újra életre kelti képzeletbeli barátját, Huey-t. |     |                                                                                               |                    |                                                             |                                        |              |               |
| 51. | 7.  | Piff-puff, lelőve! (Johnny Get Your Gun)                                                      | Kevin Inch         | Brenda Hampton                                              | 1998. november 9. 2005. november 9.    | 9,13 millió  | 307           |
| Simon alig élvezheti ki a boldog perceket Deena-val, szerelmük egén máris viharfelhők gyülekeznek... Deena korábbi barátja ugyanis mindent elkövet, hogy visszaszerezze a lányt. Matt bemutatja Mary-nek a barátnőjét és annak bátyját, majd az az ötlete támad, hogy szervezzenek programot négyesben. Lucy és Jordan romantikus videózást terveznek, ám a randevú – Lucy miatt – kissé furcsán ér véget. Eközben Ruthie folyamatosan azzal nyaggatja a szüleit, hogy vegyék meg neki a legújabb és legmenőbb lövöldözős videó-játékot. |     |                                                                                               |                    |                                                             |                                        |              |               |
| 52. | 8.  | Semmi szex, némi drog és egy kis rock and roll (No Sex, Some Drugs and a Little Rock 'N Roll) | David J. Plenn     | Sue Tenney                                                  | 1998. november 16. 2005. november 10.  | 8,24 millió  | 308           |
| Eric-hez látogatóba érkeznek régi zenésztársai, akik még mindig úgy érzik, hogy a hatvanas években élnek. Így a tiszteletes nosztalgiázik, Annie pedig kiélheti zenei ambícióit, amikor meghívják, hogy lépjen fel velük. Mary kosaras társa, Diane serkentőszert szed, amit természetes alapanyagúnak tart. Végül ezek a pirulák Mary-nél, majd Matt-nél kötnek ki, és persze Matt-nek kell magyarázatot adnia a dologra... Eközben a legkisebbek is furcsa dolgokat művelnek: Simon rászokik a kávéra, Ruthie pedig a rágógumira. |     |                                                                                               |                    |                                                             |                                        |              |               |
| 53. | 9.  | Beszéljünk a szexről! (Let's Talk About Sex)                                                  | Tony Mordente      | Brenda Hampton                                              | 1998. november 23. 2005. november 11.  | 8,19 millió  | 309           |
| Annie és Eric terhes-gondozásra járnak – immár hatodik alkalommal. Mivel ők már igen gyakorlottak a témában, ezért mindketten megpróbálnak segíteni a többi leendő szülőnek. Matt-nek a szexről kell projektet készítenie, miközben Lucy-nak is folyton az jár a fejében. Mary titokban koedukált pizsama partira hivatalos. Simon pedig ördögi körbe kerül, ugyanis mindenki csak tapasztalt bébi-szittert alkalmazna, de, ha nem veszik fel sehová, akkor hogyan szerezhet tapasztalatot? Ruthie személyében azonban érkezik a segítség... |     |                                                                                               |                    |                                                             |                                        |              |               |
| 54. | 10. | Itt a Karácsony! (Here Comes Santa Claus)                                                     | Joel J. Feigenbaum | Chris Olsen & Jeff Olsen                                    | 1998. december 14. 2005. november 14.  | 8,52 millió  | 310           |
| Elérkezett a karácsonyi előkészületek ideje! Eric megkéri a nagyobb gyerekeket, hogy a közösség érdekében vállaljanak jótékonysági feladatokat, amiért a két lány, Mary és Lucy nem igazán lelkesednek, miközben Simon bármit megtenne azért, hogy részt vehessen a munkában. Ruthie csalódottá válik, amikor rájön, hogy a Mikulás nem más, mint Matt. Mary összeismerkedik egy Carlos nevű fiúval az ingyen-konyhán, akiről kiderül, hogy nincs kivel töltenie a Karácsonyt. A Camden-család szokásához híven megtartja az ajándékhúzási ceremóniát.                                                                                               |     |                                                                                               |                    |                                                             |                                        |              |               |
| 55. | 11. | Családi vonás (Nobody Knows...)                                                               | Harry Harris       | Brenda Hampton & Catherine LePard                           | 1999. január 11. 2005. november 15.    | 7,42 millió  | 311           |
| Mary-nek egyáltalán nem megy a parkolás és ez roppant módon elszomorítja őt. Simon döbbenetes dolgot tud meg a barátnőjéről: Deena öt éves korában leukémiás volt. Szerencsére a kislány meggyógyult, ám minden évben részt kell vennie a kontrollvizsgálatokon. Felbukkan a tiszteletes testvére, Julie, aki remek állást kapott a városban, ezért most lakást keres. Eric és Matt mindent megtesznek azért, hogy segítsenek neki, talán túl sokat is... |     |                                                                                               |                    |                                                             |                                        |              |               |
| 56. | 12. | Meg kell tudni bocsátani (All That Jazz)                                                      | Harvey Laidman     | Sue Tenney                                                  | 1999. január 18. 2005. november 16.    | 7,94 millió  | 312           |
| Simon elhatározza, hogy a lehető legtökéletesebb ajándékkal lepi meg a barátnőjét, három hónapos együtt járásuk alkalmából. Lucy ex-barátja, Rod – édesanyja váratlan halála miatt – egy időre Camden-ékhez költözik. Heather meglátogatja Matt-tet, hogy elmesélje az eljegyzését. Mary mindenkinek azt hazudja, hogy kibékült Wilson-nal. Eközben Annie rettegni kezd a szülés gondolatától, mert megtudja, hogy Dr. Hastings – aki miatt Matt majdnem meghalt a születésekor – újra a helyi kórházban praktizál. |     |                                                                                               |                    |                                                             |                                        |              |               |
| 57. | 13. | Balítélet (The Tribes That Bind)                                                              | Bradley Gross      | Catherine LePard                                            | 1999. január 25. 2005. november 17.    | 9,48 millió  | 313           |
| Lucy-nak különös programja akad: a "Tábor Egymagam"-ban tölti a hétvégét. Annie nagy bánatára a gyülekezetbeli hölgyek ragaszkodnak a babaköszöntő bulihoz, így kénytelen eltűrni, hogy a házban nézelődjenek, mindenhová benyissanak, és csípős megjegyzéseket tegyenek. A Camden gyerekek közben próbálják felmérni, hogy mennyire változik meg majd az életük, ha kettővel többen lesznek... |     |                                                                                               |                    |                                                             |                                        |              |               |
| 58. | 14. | Asszonyok dicsérete (In Praise of Women)                                                      | Burt Brinckerhoff  | Brenda Hampton & Catherine LePard                           | 1999. február 8. 2005. november 18.    | 12,51 millió | 314           |
| Eljött a nagy nap, Annie bevonul a kórházba, csakhogy az ikrek még váratnak magukra... A Camden gyerekek a kórház folyosóján izgulnak, miközben ők is fontos pillanatokat élnek át. Matt végre rászánja magát a véradásra, Lucy úgy dönt, hogy szakít Jordan-nel, Simon pedig Istenhez fordul azzal a kéréssel, hogy az ikrek fiúk legyenek. Közben a házban is zajlik az élet – Pajkos kutya jóvoltából. |     |                                                                                               |                    |                                                             |                                        |              |               |
| 59. | 15. | Mozgalmas éjszaka (It Happened One Night)                                                     | Tony Mordente      | Brenda Hampton & Greg Plageman                              | 1999. február 15. 2005. november 21.   | 10,65 millió | 315           |
| A nagyobb Camden gyerekek igen nehezen viselik a kis jövevények folyamatos bömbölését, így mindenki a maga módján próbálkozik... Matt munkát vállal, Mary kiszökik, hogy találkozzon Wilson-nal, Ruthie el akar szökni, Simon nevelési tanácsokat osztogat a szüleinek, Lucy pedig Mary-t fedezi. A lefekvés idejére persze mindenki levonja a nap tanulságát. |     |                                                                                               |                    |                                                             |                                        |              |               |
| 60. | 16. | Üldözési mánia (Paranoia)                                                                     | Stephen Collins    | Ron Darian                                                  | 1999. február 22. 2005. november 22.   | 10,30 millió | 316           |
| Eric aggódik, mert úgy érzi, hogy a diakónusok szövetkeznek ellene és ki akarják rúgatni. Lucy pedig Jimmy Moon-t félti, akit a rendőrök letartóztatnak drogbirtoklásért. Hiába intik a szülei, makacsul segíteni akar, persze így ő is bajba keveredik. Ruthie megpróbálja Matt-et és a barátnőjét eltávolítani egymástól, hogy bátyja csak az övé legyen, közben Mary Simon-nak segít bekerülni a baseball csapatba. |     |                                                                                               |                    |                                                             |                                        |              |               |
| 61. | 17. | Mindenki a maga feje után... (Sometimes That's Just the Way It Is)                            | Kevin Inch         | Linda Ptolemy                                               | 1999. március 1. 2005. november 23.    | 10,01 millió | 317           |
| Eric-hez egy házaspár érkezik, melynek férfitagja váratlanul bejelenti, hogy tizenöt év házasság után válni akar. És közben mintha a Camden gyerekek sem férnének a bőrükbe. Matt be akar állni a hadseregbe, Simon a varázsgyűrűjét keresi, Ruthie elszántan próbálja felhívni magára a figyelmet, Lucy és Mary pedig mindenáron ki akarnak jutni a házból, de amint sikerül, máris bajba keverednek. |     |                                                                                               |                    |                                                             |                                        |              |               |
| 62. | 18. | Mi, a nép (We the People)                                                                     | Harry Harris       | Catherine LePard                                            | 1999. március 15. 2005. november 24.   | 9,93 millió  | 318           |
| Az egyetemen közfelháborodást kelt, hogy az elnök viszonyt folytatott az egyik diákkal. Az illető, Jack Brenner Camden-éknek is jó barátjuk, ezért Eric megpróbálja megérteni a "bűnöst". Matt épp ez ügyből kifolyólag verekedésbe keveredik, közben Mary szorgalmasan össze akar hozni egy randit Lucy-nak, nem minden hátsó szándéktól mentesen. Simon-éknak pedig meggyűlik a bajuk az újság egyik előfizetőjével, mert képtelenek beszedni tőle a lap árát. |     |                                                                                               |                    |                                                             |                                        |              |               |
| 63. | 19. | A Hang (The Voice)                                                                            | David J. Plenn     | Ron Darian                                                  | 1999. május 3. 2005. november 25.      | 7,19 millió  | 319           |
| Simon összebarátkozik az iskola gondnokával, aki azt állítja, hogy Isten beszél hozzá. Mindenkit meglep a dolog, még Eric-et is. Lucy és Mary úgy tervezik, hogy dolgozni kezdenek, de félnek engedélyt kérni a szülőktől. Annie pedig görbe estét tervez a többi kisgyermekes anyukával. |     |                                                                                               |                    |                                                             |                                        |              |               |
| 64. | 20. | A kutyák a mennyországba mennek (All Dogs Go to Heaven)                                       | Paul Snider        | Chris Olsen & Jeff Olsen                                    | 1999. május 10. 2005. november 28.     | 7,50 millió  | 320           |
| Péntek este van és mindenkinek van programja, Lucy-t kivéve... Eric-et egy haldoklóhoz hívják, Matt részt vesz egy rendőrakcióban, Mary-nek randevúja van, Simon születésnapi vacsorára hívja meg a barátnőjét, és még Ruthie-t is meglátogatja egy barátja. |     |                                                                                               |                    |                                                             |                                        |              |               |
| 65. | 21. | A nagy menyasszony szöktetés, 1. rész (There Goes the Bride, part 1)                          | Burt Brinckerhoff  | Tévéjáték: Brenda Hampton & Sue Tenney Történet: Sue Tenney | 1999. május 17. 2005. november 29.     | 8,33 millió  | 321           |
| A Camden család minden tagja izgatottan készül Heather és Mason esküvőjére. Eric ideges, mert attól tart, hogy Matt még mindig szerelmes Heather-be, Shana pedig érthetően nincs feldobva, hogy részt vesznek a volt barátnő nászán. A legénybúcsún pedig Matt megtudja, hogy Mason-nek másik barátnője is van... Ruthie háborog, mert nem lehet koszorúslány, ezért átkot kér az esküvőre, és a nagy esemény közepén nyílik a templom ajtó és megjelenik Matt... |     |                                                                                               |                    |                                                             |                                        |              |               |
| 66. | 22. | A nagy menyasszony szöktetés, 2. rész (There Goes the Bride, part 2)                          | Burt Brinckerhoff  | Tévéjáték: Brenda Hampton & Sue Tenney Történet: Sue Tenney | 1999. május 24. 2005. november 30.     | 9,60 millió  | 322           |
| A vendégek és Eric-ék értetlenül állnak a menyasszonyszöktetés után. És ekkor megjelenik Julie és Hastings doktor, akik bejelentik, hogy összeházasodnak. Heather kiborul, mert rájön, hogy Matt nem azért szöktette meg, hogy ő vegye el feleségül. Lucy szintén kiakad, amikor megtudja, hogy Mary és Jordan együtt járnak, és bosszúból még Shelby-vel való barátságát is kockára teszi. Matt képtelen kiengesztelni Shana-t, Julie pedig a bizonytalansága miatt szakítani akar Hastings-szel, persze végül minden jóra fordul. De ki mondja el mindezt az ezredesnek?                                                                           |     |                                                                                               |                    |                                                             |                                        |              |               |

### Negyedik évad (1999-2000)
| Sor. | Év. | Cím                                                | Rendező            | Író                         | Premier                                | Nézettség   | Gyártási szám |
| --- | --- | -------------------------------------------------- | ------------------ | --------------------------- | -------------------------------------- | ----------- | ------------- |
| 67. | 1.  | A szív nem hazudik (The Tattle Tale Heart)         | Burt Brinckerhoff  | Brenda Hampton              | 1999. szeptember 20. 2005. december 1. | 8,67 millió | 401           |
| Nagy a felfordulás Camden-éknél. Eric szülei visszatérnek a városba és szeretnének találkozni Julie-val. Eric azonban mindent megtesz, hogy eltitkolja előlük az igazat. Matt talál egy albérletet, közben Mary és Lucy gondolatban már megtervezik az új szobájukat. Eric azonban nem bírja tovább a sok feszültséget és a családi vacsora előtt rosszul lesz... |     |                                                    |                    |                             |                                        |             |               |
| 68. | 2.  | Az élet nagyon szép (Life is Too Beautiful)        | Tony Mordente      | Brenda Hampton              | 1999. szeptember 27. 2005. december 2. | 8,32 millió | 402           |
| A tiszteletes végre otthon pihen a szívrohama után. Ám eközben az egész család a feje tetejére áll: Matt elköltözik, Lucy megtalálja élete célját, Mary-nek gondja van a matematikával, Simon pedig úgy érzi, neki kell átvenni a családfő helyét... |     |                                                    |                    |                             |                                        |             |               |
| 69. | 3.  | Közös hang (Yak Sada)                              | Bradley Gross      | Elizabeth Orange            | 1999. október 4. 2005. december 5.     | 7,60 millió | 403           |
| Eric alig várja, hogy újra munkába álljon, Annie azonban még aggódik érte. Közben pedig nagyon felzaklatja, amit az afganisztáni nők helyzetéről hall és szeretne szót emelni értük. Shana felkeresi az apját és reménykedik, hogy támogatja majd a tanulmányait. Simon már megbánta, hogy háztartástanra jelentkezett, mert így őt is lány számba veszik. Eljön a vasárnap és Annie áll ki a templomi szószékre...                                                                                        |     |                                                    |                    |                             |                                        |             |               |
| 70. | 4.  | Száguldj velem! (Come Drive With Me)               | Anson Williams     | Ron Darian                  | 1999. október 11. 2005. december 6.    | 7,44 millió | 404           |
| A Camden szülők rádöbbennek, hogy kevés autójuk van ennyi gyerek mellett, így ideje újat venni, ám Eric aggódik, hogy nem kapja meg a szokásos éves fizetésemelését. Mary és Lucy szeretnének saját fürdőszobát a padlásra, Annie pedig boldogan segít, hisz örül, hogy végre barkácsolhat. Csakhogy a munkálatok során Lucy-val "klubot" alapítva kirekesztik Mary-t, ami persze rosszul esik neki. Matt-nek pedig a jövőjével kapcsolatban felnyitja a szemét egy beteg, koraérett kisfiú a kórházban... |     |                                                    |                    |                             |                                        |             |               |
| 71. | 5.  | Becsületesség (With Honors)                        | Harvey Laidman     | Sue Tenney                  | 1999. október 18. 2005. december 7.    | 7,81 millió | 405           |
| Matt elvállalja egy gazdag diák korrepetálását, de később nagyon megbánja. Mary-t egy nagyon fontos díjra jelölik, de ő nem fogadja el, mert úgy érzi, hogy a barátnője, Corey erre sokkal érdemesebb. Simon barátjánál, Lee-nél Eric kábítószert talál... |     |                                                    |                    |                             |                                        |             |               |
| 72. | 6.  | Majd meglátod! (Just You Wait and See)             | Paul Snider        | Linda Ptolemy               | 1999. október 25. 2005. december 8.    | 7,44 millió | 406           |
| A tiszteletes nővére, Julie jelenik meg Eric otthonában azzal, hogy el akar válni a férjétől. A Camden házaspár ezzel persze nem ért egyet, s amikor Hank nem kerül elő, Julie-nál megkezdődnek a szülési fájdalmak. Ruthie talál egy kismacskát és úgy dönt, mindenképpen megtartja. |     |                                                    |                    |                             |                                        |             |               |
| 73. | 7.  | "Bűn... (Sin… part 1)                              | Tony Mordente      | Catherine LePard            | 1999. november 8. 2005. december 9.    | 6,87 millió | 407           |
| Mary kosárcsapatában nagy felháborodást kelt az edző döntése, aki ideiglenesen beszünteti az edzéseket, amíg a lányok nem javítanak a jegyeiken. Simon csúnyát mutat az iskolában, Ruthie persze eltanulja tőle és megpróbál ő is fiúsan viselkedni. Matt fontolgatja, hogy hazaköltözik, mert sosincs tiszta ruhájuk, ennivalójuk és a szomszéd lakásból fülsüketítő zene szól. Mary és a barátnői pedig úgy döntenek, hogy nem hagyják annyiban a kizárást...                                            |     |                                                    |                    |                             |                                        |             |               |
| 74. | 8.  | "...és bűnhődés" (…And Expiation part 2)           | Tony Mordente      | Catherine LePard            | 1999. november 15. 2005. december 12.  | 8,11 millió | 408           |
| A Camden szülőkben egy világ omlik össze lányuk tette miatt. Simon-t és Ruthie-t lelkiismeretfurdalás gyötri, amiért elfelejtettek szólni szüleiknek arról, hogy Mary valami rosszra készül, ezért különböző egyházakat keresnek fel bűnbocsánatért. Matt rájön, hogy fölösleges hazamennie, mert otthon nélküle is boldogulnak, vagy nélküle is épp elég baj van. Mary-nek sikerül bejutnia egy javító-nevelő programba, ami kiválthatja a börtönbüntetést...                                             |     |                                                    |                    |                             |                                        |             |               |
| 75. | 9.  | Szennyes (Dirty Laundry)                           | Burt Brinckerhoff  | Elaine Arata                | 1999. november 22. 2005. december 13.  | 6,79 millió | 409           |
| Matt és Shana összezördülnek, mert Shana szerint ideje külön válniuk, hogy másokkal is randizhassanak. Persze Matt sejti, hogy más lehet a baj, ezért megkéri Annie-t, hogy beszéljen a barátnőjével. Eric egy csekket talál az irodája ajtaja alá csúsztatva és utána jár, hogy vajon egy idős japán hölgy miért adományoz 20.000 dollárt a templomnak. Mary pedig szenved, mert sokan még mindig dühösek rá és kiközösítik...                                                                            |     |                                                    |                    |                             |                                        |             |               |
| 76. | 10. | Orrtorony (Who Nose)                               | Harvey Laidman     | Suzanne Fitzpatrick         | 1999. november 29. 2005. december 14.  | 9,04 millió | 410           |
| Ruthie szorgalmasan dolgozik a műalkotásán, mely a család orrlenyomatából áll. Shana különösen viselkedik, ám végül elárulja Matt-nek, hogy felvették a New York-i egyetem orvosi szakára. Matt persze először dühöng, de később lehiggad és örül Shana sikerének. Mary összejön egy sráccal a közmunkán, amit a Camden szülők nem nézhetnek tétlenül. Simon pedig tanácstalan, hogy elárulja-e új barátait, akiknek egészségkárosító titka van.                                                           |     |                                                    |                    |                             |                                        |             |               |
| 77. | 11. | Nefelejcs (Forget Me Not)                          | David J. Plenn     | Sue Tenney                  | 1999. december 13. 2005. december 15.  | 6,43 millió | 411           |
| Camden-éknél váratlanul megjelenik Ginger, és azt állítja, hogy Annie édesapja Alzheimer kórban szenved. A családot, de legfőképpen Annie-t nagyon megrázza a hír. Ruthie meg van győződve arról, hogy jön a világvége, miközben Simon és Matt csúnyán összevesznek. Mary-nek és Lucy-nek pedig meggyűlik a baja a fiúkkal. |     |                                                    |                    |                             |                                        |             |               |
| 78. | 12. | Egyedül (All By Myself)                            | Kevin Inch         | Brenda Hampton & Sue Tenney | 2000. január 24. 2005. december 16.    | 6,91 millió | 412           |
| Annie nem bírja tovább a sok gondot és úgy dönt, hogy egyedül elutazik a hétvégére. A család tehát magára marad, és Eric alig győzi a sok házimunkát. Ráadásul a gyerekeknek szerelmi bánatuk van: Matt elbúcsúzik Shana-tól, Lucy rájön, hogy mégsem Brad a nagy szerelem és Mary-t nem hívja fel Robbie... |     |                                                    |                    |                             |                                        |             |               |
| 79. | 13. | Kiben bízol meg? (Who Do You Trust?)               | Joel J. Feigenbaum | Ron Darian & Brenda Hampton | 2000. január 31. 2005. december 19.    | 8,97 millió | 413           |
| Simon és Nigel érdekes témát választanak maguknak, hogy minél jobb jegyet szerezzenek az iskolában. Ruthie tudományos kísérlete pedig lenyűgözi az egész családot. Mary és Lucy randevúzni megy Robbie-val és Rick-kel, miközben Eric ellenőrzi őket. Matt továbbra is szenved Shana hiánya miatt... |     |                                                    |                    |                             |                                        |             |               |
| 80. | 14. | Szavak (Words)                                     | Burt Brinckerhoff  | Sue Tenney                  | 2000. február 7. 2005. december 20.    | 7,17 millió | 414           |
| Mary megsértődik Simon-ra, Ruthie eközben pedig Lucy-ra. Annie komoly vitába keveredik Ruthie tanítónőjével, aki egész egyszerűen hülyének nevezte a kislányt. Eric eközben segít egy kedves családon, akiknek van egy beteg fiúk. |     |                                                    |                    |                             |                                        |             |               |
| 81. | 15. | Szeret, nem szeret (Loves Me, Loves Me Not)        | Bradley Gross      | Brenda Hampton              | 2000. február 14. 2005. december 21.   | 6,95 millió | 415           |
| Annie izgatottan készül az ikrek születésnapjára, miközben Lucy lelkesen barkácsol valamit, Ruthie pedig természetesen fanyalog, hogy a jó kis Valentin-nap ezentúl el lesz rontva a kicsik szülinapjával. Simon és Deena nagy bajban vannak, mert lobogó szerelmük jeleként kiszívták egymás nyakát. Mary izgatottan készül a Valentin-napi randijára Robbie-val, de később keserű csalódás éri. |     |                                                    |                    |                             |                                        |             |               |
| 82. | 16. | Mondj értem egy imát! (Say a Little Prayer for Me) | Harry Harris       | Brenda Hampton              | 2000. február 21. 2005. december 22.   | 7,07 millió | 416           |
| Eric elmeséli a családnak, hogy egy ismeretlen, nehéz sorsú gyerek levelet írt neki, hogy imádkozzon érte. Majd a tiszteletes az imák erejére célozgat, de ezzel csak olajat önt a tűzre az amúgy is lázban élő gyerekeknél. Ugyanis Ruthie megszállottan imádkozik egy póniért, Mary azért, hogy Robbie-val megoldódjon a kapcsolatuk, Simon meg azért, hogy Deena szülei megbocsássanak neki. |     |                                                    |                    |                             |                                        |             |               |
| 83. | 17. | Tizenkét dühös ember (Twelve Angry People)         | Tony Mordente      | Carol Tenney                | 2000. február 28. 2005. december 23.   | 6,49 millió | 417           |
| Eric-et esküdtnek hívják egy tárgyalásra, ahol bár számára egyértelmű a helyzet, mégis képtelen rávenni a társait, hogy az igazság javára billentsék a mérleget. Ruthie levágja Sarah haját, s bár a barátnője kérte meg rá, Annie szobafogságra ítéli. Lucy és Mary is kénytelen otthon maradni, főleg mivel nővérének köszönhetően Lucy szemét csinos monokli díszíti. Simon pedig rájön, hogy az Élet játéka nem is olyan egyszerű.                                                                     |     |                                                    |                    |                             |                                        |             |               |
| 84. | 18. | Álmodozni jó! (Hoop Dreams)                        | David J. Plenn     | Jon Bastian                 | 2000. április 10. 2006. január 2.      | 5,99 millió | 418           |
| Mary azt álmodja, hogy a Lakers csapatában kosarazik, reggel pedig az edzője azzal hívja fel, hogy készüljön egy kis edzésre, így biztos benne, hogy álma valóra válik. A Camden szülőket porig sújtja két gyermekük véleménye, mivel Lucy nem szeretne "Csak Anyu" lenni, Simon pedig a világért sem lépne apja nyomdokaiba. Ruthie arról álmodozik, hogy angol királynő lesz, csak akkor esik kétségbe, amikor rájön, hogy a királynő élete sem csupa pompa és ragyogás.                                 |     |                                                    |                    |                             |                                        |             |               |
| 85. | 19. | Beszélgessünk! (Talk to Me)                        | Tony Mordente      | Elaine Arata                | 2000. május 1. 2006. január 3.         | 4,69 millió | 419           |
| A tiszteletest egy különös fiatal lány keresi fel, akin látszik, hogy beszélgetni szeretne valakivel, de nem mer belevágni. Ezen felbuzdulva Eric úgy dönt, hogy beszélgetésre ösztönzi a családját. Csakhogy kiderül, hogy Ruthie fő problémája az, hogy mitől büdös a barátnője, MaryAnn, és Simon kedvenc osztálytársa a szerinte igen poénos Luke, bár ezen a véleményen szülei nem osztoznak. Mary szokás szerint titkol valamit, Lucy-t pedig ez jobban izgatja a beszélgetésnél...                  |     |                                                    |                    |                             |                                        |             |               |
| 86. | 20. | Hazug, hazug (Liar, Liar)                          | Paul Snider        | Brenda Hampton              | 2000. május 8. 2006. január 4.         | 5,71 millió | 420           |
| A Camden családot izgalomba hozza a hír, hogy egy riporter cikket ír róluk a Vasárnapi Újságba. A gyerekek megesketik egymást, hogy egyik sem mond a másikról semmi inkriminálót, de a végén természetesen minden másképp alakul. Matt-nek közben gondot okoz egy kollégája, akit zavarja, hogy ő ügyesebben dolgozik, John-t pedig felháborítja egy politikus, aki híres feketék beszédét "lopkodja". |     |                                                    |                    |                             |                                        |             |               |
| 87. | 21. | A szerelem átok, 1. rész (Love Stinks, part 1)     | Burt Brinckerhoff  | Sue Tenney                  | 2000. május 15. 2006. január 5.        | 6,94 millió | 421           |
| A Camden családban ismét áll a bál! Nem elég, hogy a bajkeverő Robbie visszatért és Mary ismét a kegyeibe fogadta, de kiderült, hogy a legidősebb Camden lány ősztől nem hajlandó főiskolára járni. Lucy Andrew Nayloss és Robbie féltestvére között őrlődik, Ruthie-nak pedig fiúja akad, de neki csak azért kell, hogy parancsolgathasson neki, miközben Deena furcsán viselkedik... |     |                                                    |                    |                             |                                        |             |               |
| 88. | 22. | A szerelem átok, 2. rész (Love Stinks, part 2)     | Burt Brinckerhoff  | Sue Tenney                  | 2000. május 22. 2006. január 6.        | 7,43 millió | 422           |
| Eric-et ismét a szívroham kerülgeti a hírre, hogy Mary össze akar költözni Robbie-val. Matt eldönti, hogy szakít Shana-val, de nehezen tudja magát rászánni, Shana pedig közben nem tud ellenállni Brett-nek. Lucy Ronald-dal randizik, de közben Andrew-t figyeli, Simon pedig megtudja, hogy Deena családja visszaköltözik keletre. Ruthie megpróbálja kibékíteni a sértett Burt-öt, de rájön, hogy ez nem lesz egyszerű.                                                                                |     |                                                    |                    |                             |                                        |             |               |

### Ötödik évad (2000-2001)
| Sor. | Év. | Cím                                  | Rendező            | Író                                                          | Premier                             | Nézettség    | Gyártási szám |
| --- | --- | ------------------------------------ | ------------------ | ------------------------------------------------------------ | ----------------------------------- | ------------ | ------------- |
| 89. | 1.  | Újra itt vagyunk! (Here We Go Again) | Burt Brinckerhoff  | Brenda Hampton                                               | 2000. október 2. 2006. január 9.    | 6,93 millió  | 501           |
| Hatalmas változások mennek végbe a Camden-család életében, a tiszteletes azt sem tudja, hogy hova kapja a fejét... Mary elhatározza, hogy autót vesz, miközben Annie újra az iskolapadba ül. Lucy úgy dönt, szakít Andrew-val, Matt és Heather pedig továbbra is a se veled-se nélküled játékot játssza. Ruthie-t azonban leginkább az foglalkoztatja, hogy az elkövetkezendő tanévben is el kell viselnie utált tanárát, Mrs. Riddle-t.                                                                          |     |                                      |                    |                                                              |                                     |              |               |
| 90. | 2.  | Segítség (Help)                      | Tony Mordente      | Sue Tenney                                                   | 2000. október 9. 2006. január 10.   | 6,92 millió  | 502           |
| Mary függetlenségre való törekvése kudarcba fullad néhány kifizetetlen számla és egy elveszített állás miatt. Simon eközben azt sem tudja, hogy hova kapja a fejét, amikor Lucy és Ruthie is tőle várja a megoldást a problémáikra. Az ezredes pedig egyszer csak ? jó szokásához híven ? betoppan Camden-ékhez. |     |                                      |                    |                                                              |                                     |              |               |
| 91. | 3.  | Vesztesek (Losers)                   | Harvey Laidman     | Brenda Hampton                                               | 2000. október 16. 2006. január 11.  | 6,95 millió  | 503           |
| Végre a Camden-szülők kirúgnak a hámból, amikor népes családjuk nélkül, kettesben töltik a péntek estét. Ám sajnos nem csak ők tesznek így... Egy világ omlik össze ugyanis bennük, amikor Mary nős férfiak társaságában megy szórakozni, ahol italozik és cigarettázik is. Matt pedig véletlenül elszúrja Simon egy idősebb lánnyal megbeszélt randiját. |     |                                      |                    |                                                              |                                     |              |               |
| 92. | 4.  | Bukás (Busted)                       | Tony Mordente      | Brenda Hampton                                               | 2000. október 23. 2006. január 12.  | 8,10 millió  | 504           |
| Eric és Annie továbbra is aggódva figyelik, ahogy legidősebb lányuk egyre kezelhetetlenebbé válik, és elindul lefelé a lejtőn. Simon-nak végre összejön egy igazi forró találka, miközben Lucy furcsa ajánlatot kap az egyik osztálytársától. Ruthie pedig nem is tudja, hogy sírjon vagy nevessen, amikor roppant kellemetlen helyzetbe kerül: a szüleit enyhén szólva is intim helyzetben találja... |     |                                      |                    |                                                              |                                     |              |               |
| 93. | 5.  | Vakság (Blind)                       | Burt Brinckerhoff  | Sue Tenney                                                   | 2000. október 30. 2006. január 13.  | 7,23 millió  | 505           |
| Amikor Mary már bébiszitterkedés közben is bajba keveri magát, a szülei úgy döntenek, hogy ezt már nem hagyhatják annyiban. Simon úgy érzi, hogy ideje már megváltoztatni unalmas külsejét, ezért kilöveti a fülét. Matt eközben egy olyan lány után lohol, aki tudomást sem vesz róla. |     |                                      |                    |                                                              |                                     |              |               |
| 94. | 6.  | Leégve (Broke)                       | Joel J. Feigenbaum | Brenda Hampton & Sue Tenney                                  | 2000. november 6. 2006. január 16.  | 9,12 millió  | 506           |
| Mary állásnélküli felnőtt életében egyre csak tornyosulnak a kifizetetlen számlák. Eric és Annie pedig tovább folytatja a kilátástalan harcot lányuk helyes útra való visszaterelésére. Ám a szülőkön kívül Mary már a testvéreit is kétségbe ejti... |     |                                      |                    |                                                              |                                     |              |               |
| 95. | 7.  | Búcsú (Bye)                          | Paul Snider        | Brenda Hampton & Sue Tenney                                  | 2000. november 13. 2006. január 17. | 10,42 millió | 507           |
| Eric és Annie tanácstalanok, nem értik ugyanis, hogy honnan volt Mary-nek pénze kifizetni az elmaradt számlákat. Lassacskán azonban kiderül, hogy a gyerekek feltörték David és Sam bababankját, és a pénzt Mary-nek adták. Érzik, hogy radikális megoldást kell találniuk, ám ez az egész családnak fájdalmat okozhat. |     |                                      |                    |                                                              |                                     |              |               |
| 96. | 8.  | Pletyka (Gossip)                     | Chip Chalmers      | Sue Tenney                                                   | 2000. november 20. 2006. január 18. | 8,82 millió  | 508           |
| Mindenféle szóbeszéd terjeng a városban Mary távozása miatt. Az egész Camden-famíliát nagyon bosszantja, hogy nem tehetnek semmit a rosszindulatú pletykák miatt. Ruthie azonban akcióba lendül, hogy felszámolja a válságot. A mendemondák oda vezetnek, hogy Annie együtt vacsorázik a volt fiújával, Simont elkapja a rendőrség, Lucy pedig lemondja a randevút Mike-kal. Ám végül minden jóra fordul... |     |                                      |                    |                                                              |                                     |              |               |
| 97. | 9.  | Dallamok (Tunes)                     | Tony Mordente      | Brenda Hampton                                               | 2000. november 27. 2006. január 19. | 8,85 millió  | 509           |
| Simon rossz társaságba keveredik, akikkel az egész családnak meggyűlik a baja. Ruthie Pajkos nyakörvét viselve egy ruhának alig nevezhető szerelésben akar koncertre menni. John találkozik álmai asszonyával, Matt kíváncsian várja, hogy miről akar vele beszélni Heather, Eric pedig megdöbben, amikor Robbie és Cheryl kopogtatnak be hozzá, mert szeretnék, ha összeadná őket. |     |                                      |                    |                                                              |                                     |              |               |
| 98. | 10. | Meglepetés! (Surprise!)              | Bradley Gross      | Chris Olsen                                                  | 2000. december 18. 2006. január 20. | 8,02 millió  | 510           |
| Eric az utcán talál rá a hajlék nélkül maradt Robbie-ra és egyelőre átmeneti megoldásként hazaviszi. Kezdetben csupán Ruthie szimpatizál az új lakóval. Matt kiborul, mert a John-nal való meghitt kis duója oda lett, mióta barátja szerelmes, sőt, még meg is akar nősülni. Lucy pedig gyanakszik új barátjára, Mike-ra, de aztán kiderül, hogy inkább szomorú, mint csalfa titkai vannak a fiúnak. |     |                                      |                    |                                                              |                                     |              |               |
| 99. | 11. | Otthon (Home)                        | Harvey Laidman     | Jeff Olsen                                                   | 2001. január 22. 2006. január 23.   | 7,43 millió  | 511           |
| Camden-éknél szokás szerint áll a bál! Egy hónap is eltelt már azóta, hogy Eric befogadta a házukba Mary volt barátját, hogy a felépülését családi körben tölthesse. Ám Robbie egy kissé túlzásba viszi a beilleszkedést, ami enyhén szólva is Annie idegeire megy. Ráadásul – mivel a gyerekek már szinte mindent maguknak intéznek – Annie úgy érzi, rá már semmi szükség sincsen. Matt pedig a régi-új "családtagra", Robbie-ra féltékeny...                                                                   |     |                                      |                    |                                                              |                                     |              |               |
| 100. | 12. | Századszor (One Hundred)             | David J. Plenn     | Sue Tenney                                                   | 2001. január 29. 2006. január 24.   | 8,78 millió  | 512           |
| Eric-et sokkolja a hír, miszerint Mary egy mondvacsinált ürüggyel otthagyta a nagyszüleit, hogy hazautazzon a szülői házba. Valójában azonban Mary-nek azért kellett hazudnia, mert az édesapja születésnapjára meglepetés-partit szervez a család, és a teendők nagy része rá vár. Annie eközben úgy dönt, hogy egy teljes napot lelki békéje megtalálásával tölt. A születésnapi bulin aztán sorra bukkannak fel a rég nem látott ismerősök...                                                                  |     |                                      |                    |                                                              |                                     |              |               |
| 101. | 13. | A csók (Kiss)                        | Tony Mordente      | Brenda Hampton & Sue Tenney                                  | 2001. február 5. 2006. január 25.   | 7,23 millió  | 513           |
| Egy félresikerült csók után Lucy és Mike úgy döntenek, hogy inkább csak barátként folytatják tovább a kapcsolatukat. Ám Lucy számára ez mégsem mutatkozik olyan könnyűnek, mint ahogy azt gondolta... Matt-et roppant módon zavarja John és Robbie új keletű barátsága. Eric-nek pedig nagyon rosszul esik, hogy a gyerekek mindig csak Annie-hez fordulnak tanácsért. Ruthie eközben ostoba játékot játszik: elhiteti az ikrekkel, hogy ő az édesanyjuk.                                                         |     |                                      |                    |                                                              |                                     |              |               |
| 102. | 14. | Valentin-nap (V-Day)                 | Burt Brinckerhoff  | Carol Tenney                                                 | 2001. február 12. 2006. január 26.  | 6,35 millió  | 514           |
| A Camden-család gyermektagjai hatalmas reményekkel néznek a Valentin-nap elé. Mary érzelmei Robbie iránt újra lángra lobbanni látszanak, amikor egyre világosabbá válik számára, hogy a fiú randevúra készül egy titokzatos lánnyal. Lucy első randija Jeremy-vel éppen Valentin-napra esik, ám a szerelmesek programja – Lucy ex-barátja miatt – nem úgy alakul, ahogy azt eltervezték. Végül aztán a Valentin-napot mindannyian családi körben, a két legkisebb Camden születésnapjának megünneplésével töltik. |     |                                      |                    |                                                              |                                     |              |               |
| 103. | 15. | Ronda ügyek (Sweeps)                 | Joel J. Feigenbaum | Brenda Hampton                                               | 2001. február 19. 2006. január 27.  | 7,95 millió  | 515           |
| Robbie jelenléte a házban lassan minden családtag számára idegesítővé válik. Mary hétvégi látogatása azonban megoldást hoz a problémára. Matt és Lucy gyanús dologra bukkannak a házban: egy óvszerre egy elhagyott pénztárcában. Hamarosan kiderül, hogy a talált tárgy nem másé, mint Simon-é, aki az első éjszakára készül újdonsült barátnőjével, Sasha-val... |     |                                      |                    |                                                              |                                     |              |               |
| 104. | 16. | Szülők (Parents)                     | Tony Mordente      | Sue Tenney                                                   | 2001. február 26. 2006. január 30.  | 7,95 millió  | 516           |
| A Camden családnak ismét nehéz napja van. Simon megharagszik Annie-re, amiért nem engedi el a barátaival, mert nem készült el a történelem fogalmazásával. Lucy a barátnőjével és annak a magát tinédzsernek képzelő anyjával indul buliba. Ruthie minden áron saját smink-készletet szeretne és mindennek a tetejében felbukkan Robbie svindler apja, Ed, azon a címen, hogy látni szeretné Robbie-t. |     |                                      |                    |                                                              |                                     |              |               |
| 105. | 17. | Agyrém (Crazy)                       | Joel J. Feigenbaum | Tévéjáték: Chris Olsen & Jeff Olsen Történet: Brenda Hampton | 2001. április 16. 2006. január 31.  | 6,57 millió  | 517           |
| Matt ideges, mert az egyetemi felvételijéhez pszichiátriai véleményt is csatolnak, ezért vizsgálatra kell mennie. Ruthie szüleit behívja az igazgatónő, mert reggelente eltűnik a névsorolvasásról. A kislány Robbie-t viszi magával, de nem sikerül kiszedni belőle, hogy hol kódorog. Simon szakítani akar Sasha-val, ezért azt hazudja, hogy Annie nem engedi, hogy együtt járjanak. Eric megismerkedik egy beteggel, akinek az orvosok már csak hat hetet jósoltak.                                           |     |                                      |                    |                                                              |                                     |              |               |
| 106. | 18. | Magyarázat (Apologize)               | Harry Harris       | Tévéjáték: Chris Olsen & Jeff Olsen Történet: Brenda Hampton | 2001. április 23. 2006. február 1.  | 6,54 millió  | 518           |
| Útban Buffalo-ba – Robbie tudtán kívül – Mary találkozik a régi barátjával, Wilson-nal, és vele tölti az estét. A lány úgy dönt, hogy mindezt eltitkolja Robbie előtt, de azért a családjának elmeséli. Camden-ék azonban egyöntetűen azt javasolják neki, hogy mindenképpen mondja el a történteket a fiúnak is. Eközben Matt Robbie egykori barátnőjével, Cheryl-lel randizik, és szintén azon dilemmázik, hogy mindezt hogyan közölje Robbie-val.                                                              |     |                                      |                    |                                                              |                                     |              |               |
| 107. | 19. | Szűz (Virgin)                        | Chip Chalmers      | Brenda Hampton                                               | 2001. április 30. 2006. február 2.  | 6,13 millió  | 519           |
| Annie véletlenül szerez tudomást arról, hogy Lucy egy barátnőjének köztudottan csélcsap édesanyja most éppen Eric-ket környékezte meg. Simon teljesen kiakad, amikor a fülébe jut, hogy az egész iskola a szüzességéről beszél, ezért aztán alternatív megoldást talál a gondjára... Matt pedig végre elmondja Robbie-nak, hogy a volt barátnőjével találkozgat. |     |                                      |                    |                                                              |                                     |              |               |
| 108. | 20. | Megbánás nélkül (Regrets)            | Tony Mordente      | Barbara Calloway & Brenda Hampton                            | 2001. május 7. 2006. február 3.     | 6,97 millió  | 520           |
| A gyülekezet minden tagja lázban ég: lelkesen gyűjtik az aláírásokat Ruthie egyik tanárnője, Mrs. Miller menesztése ellen. Matt azonban véletlenül rájön Mrs. Miller távozásának valódi okára: az asszony rákban szenved. Annie édesapja váratlan látogatást tesz Camden-éknél, s egy eddig titkolt információt közöl, miszerint van egy testvére... |     |                                      |                    |                                                              |                                     |              |               |
| 109. | 21. | Lehetőségek... (Chances...)          | Burt Brinckerhoff  | Sue Tenney                                                   | 2001. május 14. 2006. február 6.    | 7,27 millió  | 521           |
| Mary a nyári szünetre visszatér a családi fészekbe, bár aggodalommal tölti el, hogy egy fedél alatt kell élnie Robbie-val. Simon-nak is komoly fejtörést okoz, amikor egyértelmű jeleket kap a volt barátnőjétől, ráadásul arra is ráébred, hogy Deena neki sem közömbös. Matt pedig azon rágódik, hogy hogyan közölje a szüleivel, hogy Cheryl újra belépett az életébe. |     |                                      |                    |                                                              |                                     |              |               |
| 110. | 22. | ...vannak (...Are)                   | Burt Brinckerhoff  | Sue Tenney                                                   | 2001. május 21. 2006. február 7.    | 8,09 millió  | 522           |
| Mary és Lucy között komoly konfliktus alakul ki, és természetesen fiú van a dolog mögött. Wilson váratlanul megérkezik New Yorkból, hogy tisztázza Robbie-val a Mary-ügyet. Miközben James Eric-kel, Serena pedig Annie-vel szeretné tisztázni a félreértést. Matt pedig csalódik, amikor kiderül, hogy Cheryl nem mesélt róluk a barátainak. |     |                                      |                    |                                                              |                                     |              |               |

### Hatodik évad (2001-2002)
| Sor. | Év. | Cím                                           | Rendező            | Író                              | Premier                               | Nézettség   | Gyártási szám |
| --- | --- | --------------------------------------------- | ------------------ | -------------------------------- | ------------------------------------- | ----------- | ------------- |
| 111. | 1.  | Változások (Changes)                          | Burt Brinckerhoff  | Brenda Hampton                   | 2001. szeptember 24. 2006. február 8. | 8,34 millió | 601           |
| Camden tiszteletes nehezen emészti meg, hogy Matt otthagyta a kórházi állását, hogy új munka után nézzen. Lucy váratlanul felbontja a jegyességét Jeremy-vel, de senkivel sem hajlandó megosztani, hogy mi is történt valójában New Yorkban. Robbie továbbra is Mary után sóvárog. Annie-nek pedig olyan érzése van, mintha ismét állapotos lenne, ám rövidesen kiderül, hogy "csak" a változókorba lépett. |     |                                               |                    |                                  |                                       |             |               |
| 112. | 2.  | Kétségek közt (Teased)                        | Tony Mordente      | Brenda Hampton                   | 2001. október 1. 2006. február 9.     | 8,52 millió | 602           |
| Simon úgy dönt, hogy az osztálya nevében egy percig sem hagyhatja tovább, hogy egy erőszakos srác terrorizálja őket, ezért egy személyben száll szembe vele. Eric-ket egy régi ismerőse, Merle látogatja meg, hogy a segítségét kérje magánéleti problémái megoldásában. Mary egyre nagyobb elhivatottságot érez, hogy tűzoltó legyen, ám a dolgok mégsem úgy történnek, mint ahogy azt eltervezte. |     |                                               |                    |                                  |                                       |             |               |
| 113. | 3.  | Együttérzés (Sympathy)                        | Joel J. Feigenbaum | Brenda Hampton                   | 2001. október 8. 2006. február 10.    | 8,68 millió | 603           |
| Simon randizni kezd egy 16 éves terhes lánnyal, akivel a buszon ismerkedett meg. Ám Sally múltjában sokkal több sötét folt van, mint ahogyan azt Simon gondolná... Annie elhatározza, hogy beleegyezik Robbie kérésébe, és kiadja a garázst. Ám ezt Lucy sem és Matt sem fogadja kitörő lelkesedéssel, hiszen ők is éppen erre pályáztak. |     |                                               |                    |                                  |                                       |             |               |
| 114. | 4.  | Munka (Work)                                  | David J. Plenn     | Sue Tenney                       | 2001. október 15. 2006. február 13.   | 9,28 millió | 604           |
| A szülők intelme ellenére Lucy és Robbie egyre közelebb kerülnek egymáshoz. Mary pedig egyre kevésbé tudja a magánéletével összeegyeztetni a tűzoltó-kiképzést. Matt a klinikán felülbírálja az egyik orvos diagnózisát, mely nem várt eredménnyel jár. Annie-n továbbra is érződik a klimax hatása, ám valami más is zavarja. |     |                                               |                    |                                  |                                       |             |               |
| 115. | 5.  | Kapcsolatok (Relationships)                   | Burt Brinckerhoff  | Sue Tenney                       | 2001. október 22. 2006. február 14.   | 8,25 millió | 605           |
| nnie az első tanítási napján félreérti egyik tanítványa kérdését, így válaszával komoly bajba keveri magát. Cheryl és Matt válaszút előtt állnak: vele vagy nélküle. Simon-nak döntenie kell, hogy mi a fontosabb, egy csinos barátnő, vagy egy jó barát. Mary és Wilson kapcsolatát pedig Mary egyik tűzoltótársa dúlja fel... |     |                                               |                    |                                  |                                       |             |               |
| 116. | 6.  | Összetörve (Broken)                           | Tony Mordente      | Sue Tenney                       | 2001. november 5. 2006. február 15.   | 7,84 millió | 606           |
| Robbie és Lucy végre felvállalják egymás iránt érzett szerelmüket, ám első hivatalos randijuk nem várt eredménnyel végződik. Eric húga, Julie és a férje, Hank válni akarnak, míg Matt egy iskolatársán szeretne segíteni. Mary és Wilson elhatározzák, hogy összeházasodnak... |     |                                               |                    |                                  |                                       |             |               |
| 117. | 7.  | A tékozló (Prodigal)                          | Harry Harris       | Brenda Hampton & Erik Kolbell    | 2001. november 12. 2006. február 16.  | 8,58 millió | 607           |
| A garázs fölött egy lakás maga a paradicsom... De vajon ki jut a paradicsomba? Fő a fejük a lányoknak, fő a fejük a fiúknak, na, meg fő a hazatért Mary kedvenc vacsorája is, testvérei nem túl nagy megelégedésére... |     |                                               |                    |                                  |                                       |             |               |
| 118. | 8.  | Nagy igazságok (Ay Carumba)                   | Paul Snider        | Brenda Hampton                   | 2001. november 19. 2006. február 17.  | 8,29 millió | 608           |
| Négyen száműzöttként a garázsban, ketten vendégként a házban... Ruthie szerint azonban ez nem patthelyzet, hanem csak egyszerű túlélő játék. És meg van arról is győződve, hogy ő lesz a győztes. Nem is téved túl nagyot, és úgyis a nyerőember dönti el, hogy kié a jutalom... |     |                                               |                    |                                  |                                       |             |               |
| 119. | 9.  | Elveszve (Lost)                               | Burt Brinckerhoff  | Brenda Hampton                   | 2001. november 26. 2006. február 20.  | 7,91 millió | 609           |
| Mary és Lucy különös dologra kérik meg szüleiket: találjanak nekik számukra is megfelelő társat, miközben Matt és Simon egy jól bevált csajozási módszerhez folyamodik. Vagyis a két legkisebb Camden-fiút használják fel, hogy barátnőt fogjanak maguknak, de a dolog sajnos nem a tervek szerint alakul. Robbie egyre több időt tölt Joy-jal, ráadásul egy véletlen folytán még a lány rég elveszett testvérét is megtalálja... |     |                                               |                    |                                  |                                       |             |               |
| 120. | 10. | Odafigyelés (Consideration)                   | Tony Mordente      | Sue Tenney                       | 2001. december 10. 2006. február 21.  | 7,22 millió | 610           |
| Annie édesapja, Charles érkezik látogatóba a hétvégére, ám Eric – szokása szerint – erről elfelejti tájékoztatni a családot. S mivel mindenkinek van valamilyen elfoglaltsága, Charles nagyapa jobb híján csak Simon társaságát élvezheti. Ám kettejük időtöltése a rendőrőrsön végződik, míg a családfő a kórházban köt ki. |     |                                               |                    |                                  |                                       |             |               |
| 121. | 11. | Szánalmas (Pathetic)                          | Bradley Gross      | Brenda Hampton & Jeffrey Rodgers | 2002. január 14. 2006. február 22.    | 6,95 millió | 611           |
| Annie kilép a munkahelyéről anélkül, hogy ezt megbeszélné Eric-kel. Mary felhívja Wilson-t, ám csak a háziúrtól értesül arról, hogy a fiú kiköltözött a lakásból. Simon az autóvezetést éppen Robbie kocsijával gyakorolja, amikor is nekimegy Matt autójának... Camden-ékhez eközben két váratlan vendég is érkezik: Robbie bátyja, Ronald és Ben, Mary tűzoltó ismerőse. |     |                                               |                    |                                  |                                       |             |               |
| 122. | 12. | Előítélet (Suspicion)                         | Joel J. Feigenbaum | Elaine Arata                     | 2002. január 21. 2006. február 23.    | 8,05 millió | 612           |
| Különböző dolgok tűnnek el rejtélyes körülmények között a Camden-házból. Ám rövidesen kiderül, hogy a tárgyak csak a garázsig jutottak, Ruthie és a barátnői jóvoltából. Az alkalmi tolvajok azonban nemes célt tűztek ki maguk elé: meg akarnak leckéztetni néhány idősebb fiút az iskolából, mert azok rászálltak az egyik társukra annak muszlim vallása miatt. Mary és Lucy pedig úgy döntenek, hogy csatlakoznak a lányokhoz. |     |                                               |                    |                                  |                                       |             |               |
| 123. | 13. | Részegség (Drunk)                             | Burt Brinckerhoff  | Sue Tenney                       | 2002. február 4. 2006. február 24.    | 8,43 millió | 613           |
| Simon megfűzi a szüleit, hogy engedjék el őt egy buliba. Annie és Eric nyugodt szívvel egyeznek bele a dologba, mert megjelenik Simon egyik idősebb barátja, aki ígéretet tesz a tiszteletesnek, hogy szemmel tartja a fiút. Ám Simon csúnyán elázva érkezik haza... Matt azon hezitál, hogy vajon melyik iskola válaszlevelét olvassa el hamarabb, míg Ruthie ezt a kérdést egész egyszerűen elintézi. |     |                                               |                    |                                  |                                       |             |               |
| 124. | 14. | Boldog Valentin-napot! (Hot Pants)            | Tony Mordente      | Sue Tenney                       | 2002. február 11. 2006. február 27.   | 7,26 millió | 614           |
| Simon-t Valentin-napon randira hívja a nála pár évvel idősebb Maria, de mivel neki az ikrekre kell vigyázni, ezért otthon marad. Annie meglepetése Eric-nek nem alakul túl jól, amikor a szülők csúnyán összevesznek. Mary megtudja, hogy Robbie, aki nemrég jött össze Joy-jal, ugyanazt tervezi, mint vele: egy hotelbe akarja elvinni. Mary úgy érzi, hogy figyelmeztetnie kell a lányt, de ezzel csak magára haragítja a párt. Lucy miután megtudja, hogy Jeremy-nek randija lesz a biliárdteremben, rábeszéli a nővérét, hogy nézzék meg, kivel van ott. Mary-nek is lesz része azért néznivalóban, ugyanis Wilson is éppen oda szervezte a randiját Corey-val. |     |                                               |                    |                                  |                                       |             |               |
| 125. | 15. | Igazán akarom, 1. rész (I Really Do, part 1)  | Burt Brinckerhoff  | Brenda Hampton                   | 2002. február 25. 2006. február 28.   | 7,83 millió | 615           |
| Matt mindenképpen meg akar nősülni, lehetőleg még azelőtt, mielőtt lediplomázna. Az egész Camden-család pedig pánikban van a fiú elhamarkodott döntésétől. Egy jónak ígérkező randi helyett azonban be kell mennie a klinikára, de a dolog mégis jól sül el: Sarah-val, az egyik csinos kolléganőjével beszélnek meg találkát... Eric és Annie szeretne a lány szüleivel találkozni, mielőtt a kapcsolat komolyra fordulna, ám a bökkenő az, hogy Sarah családja zsidó vallású... |     |                                               |                    |                                  |                                       |             |               |
| 126. | 16. | Igazán akarom, 2. rész (I Really Did, part 2) | Stephen Collins    | Brenda Hampton                   | 2002. március 4. 2006. március 1.     | 8,25 millió | 616           |
| Matt és Sarah titokban összeházasodnak, amiről azonban Ruthie tudomást szerez. Meg kell esküdnie ezért a bátyjának, hogy senkinek sem mondja el, amit megtudott. Ruthie-ban meg is van az elhatározás, de a nővérei mindenképpen ki akarják szedni belőle amit tud. Sarah apja gondolkodóba esik, amikor meglátja, ahogy Matt a küszöbön viszi át a lányt, de azért mégis kijelenti: a lánya harmincéves korában egy zsidó férfi felesége lesz... |     |                                               |                    |                                  |                                       |             |               |
| 127. | 17. | Istentisztelet (Lip Service)                  | Joel J. Feigenbaum | Paul Perlove                     | 2002. április 15. 2006. március 2.    | 6,70 millió | 617           |
| Az egész Camden-család Sarah-ékhoz megy vacsorára péntek este. Annie, hogy kedveskedjen a családnak, zsidó ételt készít ajándékként. Sarah apja nagyon boldog, hogy így igyekeznek a szülők, ám a vacsora mégis katasztrófába torkollik: az étel nem kóser. Matt úgy gondolja, hogy csak akkor tud változtatni a helyzeten, ha áttér a zsidó vallásra. S ezt be is jelenti a szüleinek... |     |                                               |                    |                                  |                                       |             |               |
| 128. | 18. | A gyűrű (The Ring)                            | Tony Mordente      | Chad Byrnes & Sue Tenney         | 2002. április 22. 2006. március 3.    | 6,87 millió | 618           |
| Matt és Sarah először vesznek igazán össze. A fiúnak ugyanis nem tetszik, hogy a szerelme az anyjával együtt titokban nagy esküvőt szervez, a lány pedig azt sérelmezi, hogy Matt még mindig nem vett neki rendes eljegyzési gyűrűt. Ennek azonban nem Matt hanyagsága az oka, hanem az, hogy nincs pénze rá. Eric tanácsára vesz egy gyűrűt, de nem igazi kővel, ami miután kiderül, még jobban felbosszantja a lányt. |     |                                               |                    |                                  |                                       |             |               |
| 129. | 19. | Elengedni (Letting Go)                        | Joel J. Feigenbaum | Brenda Hampton                   | 2002. április 29. 2006. március 6.    | 6,89 millió | 619           |
| Váratlanul érkezik meg Mary a Camden-házba, aki magával hozza régi-új szerelmét, Ben-t is, valamint velük jön Kevin, aki teljesen beleszeretett Lucy-ba. A csodás hétvégét csak Patty, a fiúk nővére zavarja meg, aki haza akarja vinni őket, hogy megakadályozzák, hogy anyjuk új kapcsolatba kezdjen. A három testvér ugyanis édesapjuk tíz évvel ezelőtti halálát azóta is nehezen viseli. Eric-nek eközben egyre inkább az az érzése, hogy Ruthie titkol valamit előle Matt-tel kapcsolatban... |     |                                               |                    |                                  |                                       |             |               |
| 130. | 20. | A mi katonánk (The Known Soldier)             | Burt Brinckerhoff  | Brenda Hampton                   | 2002. május 6. 2006. március 7.       | 7,67 millió | 620           |
| Amíg Matt és Sarah azzal van elfoglalva, hogy lakást találjon New Yorkban, addig a kis Ruthie egy katonával levelezik az Interneten. Nem sokkal később azonban Ruthie-t a nagypapája hívja fel a szomorú hírrel: az idős férfi baleset következtében életét vesztette. A kislány rábeszéli az édesapját, hogy tartsanak a katona tiszteletére gyászmisét. |     |                                               |                    |                                  |                                       |             |               |
| 131. | 21. | Szent háború, 1. rész (Holy War, part 1)      | Tony Mordente      | Sue Tenney                       | 2002. május 13. 2006. március 8.      | 7,42 millió | 621           |
| Eric és Annie megpróbálják megbeszélni a rabbival az esküvői előkészületeket. Hamarosan azonban kiderül, hogy Eric-nek még a vártnál is kisebb szerep jut majd az esküvőn. Az apák olyannyira összevesznek, hogy csakhamar le is mondják az esküvőt. Ám az anyákat sem kell félteni, hiszen a próbavacsorán ők is hajba kapnak. Mary-t eközben pedig feleségül kérik... |     |                                               |                    |                                  |                                       |             |               |
| 132. | 22. | Szent háború, 2. rész (Holy War, part 2)      | Tony Mordente      | Sue Tenney                       | 2002. május 20. 2006. március 9.      | 8,38 millió | 622           |
| Ahogy az esküvő körüli teendők sűrűsödnek, az apák hol kibékülnek, hol pedig összevesznek. Eric most éppen ott tart, hogy nem akar részt venni a szertartáson. Matt és Sarah pedig folyamatosan azon fáradoznak, hogy szüleiket kibékítsék. Robbie eközben nem érti, hogy miért olyan fontos Ruthie-nak, hogy minél hamarabb kiköltözzön a házból... |     |                                               |                    |                                  |                                       |             |               |

### Hetedik évad (2002-2003)
| Sor. | Év. | Cím                                                            | Rendező                           | Író                                      | Premier                                | Nézettség   | Gyártási szám |
| --- | --- | -------------------------------------------------------------- | --------------------------------- | ---------------------------------------- | -------------------------------------- | ----------- | ------------- |
| 133. | 1.  | Gyanús dolgok, 1. rész (Monkey Business, part 1)               | Tony Mordente                     | Brenda Hampton                           | 2002. szeptember 16. 2006. március 10. | 9,16 millió | 701           |
| Kevin beköltözik Camden-ék garázsába, és már csak a kellő pillanatot várja, hogy megkérhesse Lucy kezét. Elkövet azonban egy hatalmas hibát: fura módon mutatja be a kolléganőjét, aki mostantól ráadásul a társa is. Roxanne nagyon csinos lány és elég csak összenézniük, Lucy azonnal halálosan féltékeny lesz. Robbie is féltékeny, mert szerinte Matt távozásával a háztól nem Kevin-nek, hanem neki kellene átvenni a "nagytestvér" szerepét. |     |                                                                |                                   |                                          |                                        |             |               |
| 134. | 2.  | Gyanús dolgok, 2. rész (Monkey Business, part 2)               | Joel J. Feigenbaum                | Brenda Hampton                           | 2002. szeptember 23. 2006. március 13. | 7,90 millió | 702           |
| Éppen amikor beindul Simon társkereső ügylete, Cecilia nem tudja tartani a száját és elmondja Eric-nek, hogy mit is csinál mostanában a fia. Eközben Mary azzal zsarolja a családot, hogy újra elköltözik, ha nem fogadják el kétszer olyan idős barátját. Amikor azonban a tiszteletes ezt a pilóta szemére veti, ő elmondja neki, hogy Mary-vel egyébként is tervezték már, hogy Fort Lauderdale-be költöznek. |     |                                                                |                                   |                                          |                                        |             |               |
| 135. | 3.  | Ellenséges terület (The Enemy Within)                          | Harry Harris                      | Brenda Hampton                           | 2002. szeptember 30. 2006. március 14. | 8,47 millió | 703           |
| A Camden-házban látogatást tesz Jack apja, aki azzal vádolja Mary-t, hogy elcsábította a fiát. Majd meg is zsarolja a lányt, hogyha nem hagyja el Jack-et, akkor eladja a templom melletti telket. Eközben Simon rájön, hogy a társközvetítő vállalkozásában az egyik lány állapotos, ezért Michaels őrmester segítségét kéri. Ben elolvassa Lucy naplóját, amiből akkora cirkusz kerekedik, hogy Kevin és a lány kapcsolata komolyan veszélybe kerül. |     |                                                                |                                   |                                          |                                        |             |               |
| 136. | 4.  | Életmentő bowling (Bowling for Eric)                           | Tony Mordente                     | Sue Tenney                               | 2002. október 7. 2006. március 16.     | 8,61 millió | 704           |
| Amikor Eric megtudja, hogy bypass műtétre lesz szüksége, elhatározza, hogy összehívja az egész családot. Ám a szerettei láttán elszáll a bátorsága, és a bejelentés helyett inkább mindenkit bowlingozni hív. Persze senki sem érti a nagy felhajtást, és Annie érzi, hogy baj van. Amikor pedig Hank, a sógoruk is feltűnik, már biztos benne, hogy a férje elhallgat valamit... |     |                                                                |                                   |                                          |                                        |             |               |
| 137. | 5.  | Szívügyek (The Heart of The Matter)                            | Tony Mordente                     | Sue Tenney                               | 2002. október 14. 2006. március 17.    | 8,93 millió | 705           |
| Mindenki a kórházban tölti a napot és aggódva várják, hogy kiderüljön, sikerült-e Eric műtétje. Az egész család roppant ideges, ám a családfő ebből semmit sem fog fel, a narkózisban éppen Elvis imitátorként látja magát. Lucy ráébred, hogy Kevin élete legnagyobb szerelme, és ő az igazi, ezért szívesen hozzámenne. Kevin azonban addig nem akarja megkérni a kezét, amíg Eric nem adja áldását a frigyre. |     |                                                                |                                   |                                          |                                        |             |               |
| 138. | 6.  | Eric (Regarding Eric)                                          | Joel J. Feigenbaum                | Sue Tenney                               | 2002. október 21. 2006. március 20.    | 8,45 millió | 706           |
| Eric a műtét utáni lábadozás alatt haszontalannak érzi magát otthon. Legszívesebben azonnal visszamenne dolgozni, ezért Annie megkéri a gyerekeket, hogy forduljanak hozzá a problémáikkal, hogy lefoglalják egy kicsit. Ruthie komolyan is veszi ezt a kérdést, és tanácsokat ad az apjának, hogy hogyan segítsen a többieken. Végül persze csak nagy zűrzavart okoz... |     |                                                                |                                   |                                          |                                        |             |               |
| 139. | 7.  | Gabrielle (Gabrielle Come Blow Your Horn)                      | Tony Mordente                     | Brenda Hampton                           | 2002. november 4. 2006. március 21.    | 8,54 millió | 707           |
| Eric döbbenten veszi tudomásul, hogy a templom egy új segédpásztort kezdett alkalmazni, amíg ő felépül. Lucy teljesen kiborul, amikor Ruthie-val Kevin-t és Roxanne-t követve egy ékszerüzletbe látják őket bemenni. Simon kénytelen elviselni Cecilia áradozását az új francia barátjáról. Eközben egy harsány modorú és nem mellesleg dohányzó nő bukkan fel, akit az Ezredes küldött, hogy segítsen a Camden háztartásban... |     |                                                                |                                   |                                          |                                        |             |               |
| 140. | 8.  | Csordaszellem (Peer Pressure)                                  | Bradley Gross                     | Barry Watson                             | 2002. november 11. 2006. március 22.   | 7,80 millió | 708           |
| A tiszteletes és Glass rabbi Chandler után kémkednek. Ruthie nagy bajba kerül, amikor rajtakapják, hogy a barátjával lassúzik a nappaliban, miközben az ikrekre kéne vigyáznia. Lucy ráveszi Simon-t, hogy faggassa ki Roxanne-t, amíg vele és Kevin-nel tart a szolgálati kocsiban. Kevin-nek pedig egy kis magyarázkodni valója akad, amikor Mindy, az ex-neje egyszer csak felbukkan... |     |                                                                |                                   |                                          |                                        |             |               |
| 141. | 9.  | Elveszett lelkek (Lost Souls)                                  | Harry Harris                      | Brenda Hampton                           | 2002. november 18. 2006. március 23.   | 8,81 millió | 709           |
| Eric fontos döntésre jut: úgy érzi, hogy már nem tudna egy egész gyülekezetet vezetni, és más hivatás után néz. Ráadásul jelként könyveli el azt is, amikor egy új szomszéd Mr. Camden-nek szólítja. Lucy az új segédpásztorhoz fordul tanácsért, amikor féltékenyen látja, hogy Kevin és Roxanne milyen jól érzik magukat tánc közben a biliárdteremben. Miután Lucy nem megy el a randira, Kevin megzavarja Simon és Cecilia randiját, hogy segítsenek megkeresni őt. S amikor meglátja, hogy Lucy Chandler-rel beszélget, bosszúból megcsókolja Roxanne-t... |     |                                                                |                                   |                                          |                                        |             |               |
| 142. | 10. | Segélykiáltás (A Cry for Help)                                 | Tony Mordente                     | Sue Tenney                               | 2002. november 25. 2006. március 24.   | 9,06 millió | 710           |
| Eric továbbra is az elhivatottságában kételkedik, ezért elvállal egy állást a helyi főiskola rádiójánál. Lucy nem akar Roxanne-nel találkozni, ami kellemetlen helyzetbe hozza Kevin-t, ugyanis Roxanne megkéri a főnökét, hogy ossza be őket másik partner mellé. Ben-t majdnem lecsukják, amikor Cecilia és Simon unszolására velük tart egy diszkóba. Ruthie azon fáradozik, hogy úgy szakítson a barátjával, hogy ne bántsa... |     |                                                                |                                   |                                          |                                        |             |               |
| 143. | 11. | Vasárnap (Sunday)                                              | Joel J. Feigenbaum                | Brenda Hampton                           | 2003. január 6. 2006. március 27.      | 6,85 millió | 711           |
| ric megmutatja Annie-nek az új könyvéhez készült jegyzeteit, aki azonban egy cseppet sem örül neki, hogy a férje a visszatérő beszéde helyett mással foglalkozik. Simon és Cecilia a szexen gondolkoznak, és naivan megosztják terveiket a szülőkkel... Lucy eközben azt tervezi, hogy az első randijukon meglesi Chandler-t és Roxanne-t. |     |                                                                |                                   |                                          |                                        |             |               |
| 144. | 12. | Vissza a régi kerékvágásba (Back in the Saddle)                | Tony Mordente                     | Brenda Hampton                           | 2003. január 20. 2006. március 28.     | 7,54 millió | 712           |
| Eric nagy nehezen beleegyezik, hogy elmegy egy pszichiáterhez, aki azonban kellemetlen tanácsot ad, hogy ezzel lenyugtassa Annie-t. Simon fellelkesül, amikor Cecilia apja megengedi, hogy újra találkozzon a lányával, de sértődötten veszi tudomásul, hogy Cecilia egész egyszerűen kerüli őt. Roxanne kiakad, amikor egy csinos lányt lát Chandler irodájában. Ruthie-t pedig teljesen letaglózza barátnője betegségének híre... |     |                                                                |                                   |                                          |                                        |             |               |
| 145. | 13. | Nem csak körülötted forog a világ! (It's Not Always About You) | Joel J. Feigenbaum                | Lawrence H. Levy                         | 2003. január 27. 2006. március 29.     | 7,12 millió | 713           |
| Annie-nek furdalja az oldalát a kíváncsiság, hogy mi történhet Eric-kel a terápián, de amikor az orvosa javaslatára Eric meghívja őt is, nagyon megijed. Lucy mindent megtesz azért, hogy megússza az esküdtszékbe való bekerülést, amivel teljesen kikészíti Kevin-t. Chandler egy baleset hatására ráébred, hogy milyen mélyen is érez Roxanne iránt... |     |                                                                |                                   |                                          |                                        |             |               |
| 146. | 14. | Ne dohányozz! (Smoking)                                        | Tony Mordente                     | Sue Tenney                               | 2003. február 3. 2006. március 30.     | 8,38 millió | 714           |
| Eric megpróbál segíteni Chandler lelkén, amikor az megtudja, hogy az édesapja meg fog halni tüdőrákban, ám a fiatal lelkész visszautasítja. Lucy randizik Chandler jóképű ikertestvérével, csak hogy féltékennyé tegye Kevin-t, és az végre gyorsan megkérje a kezét. Annie megdöbben, amikor Simon szobájában cigarettát talál. Miközben Ruthie barátjáról, Peter-ről is kiderül, hogy dohányzik. |     |                                                                |                                   |                                          |                                        |             |               |
| 147. | 15. | Leszel a feleségem? (I Love Lucy)                              | Joel J. Feigenbaum                | Brenda Hampton                           | 2003. február 10. 2006. március 31.    | 9,27 millió | 715           |
| Kevin mindent megtesz azért, hogy tökéletes Valentin-napot szervezzen Lucy-nak. Lucy azonban nem akar vele sehova menni, mivel korábban megígértette Kevin-nel, hogy nem ezen a napon kéri meg a kezét. Eric-nek és Annie-nek végül sikerül a lányukat rábeszélni. Kevin mindenkit meghív, még Ben-t és az édesanyját is, hogy jelen legyenek a lánykérésen. Roxanne meghallja, ahogy Chandler is hasonló szöveget gyakorol, és megkéri, hogy halasszák el a dolgot, hogy ne vegyék el Lucy örömét. |     |                                                                |                                   |                                          |                                        |             |               |
| 148. | 16. | Állj ki magadért! (Stand Up)                                   | Lynn Harris                       | Sue Tenney                               | 2003. február 17. 2006. április 3.     | 8,34 millió | 716           |
| Lucy bevallja az apjának, hogy mindig is az volt az álma, hogy majd ő tartja az esküvői szertartást, és nagyon fájna neki, ha mégsem így lenne. Eric úgy dönt, hogy visszatér a hívatásához. Simon rajtakapja Cecilia apjának az üzlettársát, hogy pénzt lop a kasszából. Roxanne rendőr apja megpróbálja megfenyegetni Chandler-t, hogy hagyja ott a lányát. Ruthie és Peter barátnőt akarnak szerezni Ben-nek a fiú mentőkutyájának segítségével, ami a kutya elvesztésével végződik. Annie Lucy megkérdezése nélkül szervezi az esküvőt, ami a lánynak nagyon nem tetszik. |     |                                                                |                                   |                                          |                                        |             |               |
| 149. | 17. | Aggodalom (High Anxiety)                                       | Joel J. Feigenbaum                | Sue Tenney                               | 2003. február 24. 2006. április 4.     | 8,24 millió | 717           |
| Amikor Eric és Annie megtudják, hogy a barátaik, Morgan és Patricia házassági problémákkal küszködnek, aggódva gondolnak arra, hogy nehogy elkövessék ugyanazokat a hibákat. Lucy teljesen kikészül az esküvői előkészületektől, és arra gondol, hogy halaszt a főiskolán. Kevin azonban inkább az esküvőt fújná le. Simon és Cecilia egy korhatár nélküli filmet néznek meg, hogy ne gondoljanak a szexre, de kidobják őket a moziból. Ruthie pánikszerűen próbál barátnőt találni Ben-nek, amikor megtudja, hogy Mary újra össze akar jönni vele. Roxanne ki akar lépni a rendőrségtől, mert azt gondolja, hogy apját ok nélkül menesztették, de kiderül, hogy ő maga mondott fel. |     |                                                                |                                   |                                          |                                        |             |               |
| 150. | 18. | Megcsináljuk! (We Do)                                          | Tony Mordente                     | Brenda Hampton                           | 2003. április 21. 2006. április 5.     | 8,28 millió | 718           |
| Hatalmas felhőszakadás tépázza meg a környéket, ezért észszerűnek tűnik, hogy Lucy és Kevin esküvőjét elhalasszák. Ám mindenki azt javasolja az ifjú párnak, hogy a szertartás a kitűzött időpontban legyen inkább a templomban. A nagy eseményre persze a két idősebb testvér, Mary és Matt is hazalátogat, s Matt hasznos tanácsokkal látja el a húgát. Chandler és Roxanne a repülőtérre igyekeznek Ben-ért és az édesanyjáért, amikor balesetet szenvednek... |     |                                                                |                                   |                                          |                                        |             |               |
| 151. | 19. | Segítsünk Mrs. Bink-nek! (That Touch of Bink part 1)           | Joel J. Feigenbaum                | Brenda Hampton                           | 2003. április 29. 2006. április 6.     | 6,47 millió | 719           |
| Camden tiszteletes és Chandler Mrs. Bink segítségével pénzt gyűjtenek a templom tetejének felújítására, amikor kiderül, hogy ő maga is segítségre szorul. Ruthie barátja, Peter úgy érzi, hogy valami nincs rendben az édesanyja új barátjával. Lucy és Roxanne lányos estét tartanak, ahol Lucy a friss házasélet intim titkait osztja meg Roxanne-nal. Eközben az ikrek pénzt gyűjtenek az apjuknak...kabátzsebekből, pénztárcákból és a konyhai kávés dobozból. |     |                                                                |                                   |                                          |                                        |             |               |
| 152. | 20. | Dick (Dick part 2)                                             | Joel J. Feigenbaum & Harry Harris | Brenda Hampton & Jeffrey Rodgers         | 2003. május 5. 2006. április 7.        | 6,77 millió | 720           |
| Miután Ruthie barátja egyre gyanakvóbb édesanyja barátjával, Dick-kel szemben, Eric beavatkozik a dolgokba, hogy segítsen. Chandler házasság előtti tanácsadásra készül egy fiatal párral, akik azonban úgy tűnik, hogy nem egymásnak vannak teremtve. Eközben Roxanne megpróbálja rávenni Chandler-t, hogy térjen haza haldokló édesapjához. |     |                                                                |                                   |                                          |                                        |             |               |
| 153. | 21. | Élet és halál, 1. rész (Life and Death, part 1)                | Tony Mordente                     | Brenda Hampton, Chris Olsen & Jeff Olsen | 2003. május 12. 2006. április 10.      | 7,05 millió | 721           |
| Eric New Yorkba utazik, hogy Chandler édesapját rávegye: kössön békét a fiával, mielőtt túl késő lenne. Matt és Sarah azt hiszik, hogy a lány állapotos, miközben Lucy attól tart, hogy ő is terhes. Mary atyai tanácsért utazik haza Gleanoak-ba. Lucy felajánlja egy évfolyamtársának, Christine-nek, hogy lakjon náluk, anélkül, hogy igazán ismerné. Simon teljesen összetörik, mert Cecilia nem akar vele menni az évzáró bálba. És senki sem érti, hogy miért viselkedik olyan különösen Ruthie... |     |                                                                |                                   |                                          |                                        |             |               |
| 154. | 22. | Élet és halál, 2. rész (Life and Death, part 2)                | Tony Mordente                     | Brenda Hampton, Chris Olsen & Jeff Olsen | 2003. május 19. 2006. április 11.      | 8,28 millió | 722           |
| Miután nem tudja rávenni Chandler apját a békülésre, Eric kénytelen cselhez folyamodni. A család később összegyűlik, hogy gratuláljanak Matt-nek. Mary elárulja a féltve őrzött titkát Lucy-nak. Ruthie nővé válik, amit igyekszik eltitkolni mindenki elől. Kevin felismeri Lucy vendégében egy korábbi ügye gyanúsítottját, akit prostitúció miatt tartóztatott le. Lucy vesz egy terhességi tesztet, de senkinek sem árulja el. A Camden családdal szomorú hírt közölnek... |     |                                                                |                                   |                                          |                                        |             |               |

### Nyolcadik évad (2003-2004)
| Sor. | Év. | Cím                                                                                   | Rendező            | Író                              | Premier                                | Nézettség   | Gyártási szám |
| --- | --- | ------------------------------------------------------------------------------------- | ------------------ | -------------------------------- | -------------------------------------- | ----------- | ------------- |
| 155. | 1.  | Hosszú, szörnyű nyár (The Long Bad Summer part 1)                                     | Joel J. Feigenbaum | Brenda Hampton                   | 2003. szeptember 15. 2006. április 12. | 8,08 millió | 801           |
| Camden-ék a nyár utolsó hetét egy tengerparti házban töltik. Simon azonban továbbra sem tér magához a halálra gázolt Paul Smith nevű fiú miatt, hiába a környezetváltozás. Teljesen ki van készülve, mindenki próbál rajta segíteni. Eric megpróbálja rávenni Paul szüleit, hogy fogadják el a biztosító által felajánlott pénzt, miközben Paul testvére gonosz szavakat ír fel a templom falára. Simon végül New Yorkba menekül a gondok elől... |     |                                                                                       |                    |                                  |                                        |             |               |
| 156. | 2.  | Koraősz (An Early Fall part 2)                                                        | Joel J. Feigenbaum | Brenda Hampton                   | 2003. szeptember 22. 2006. április 13. | 8,69 millió | 802           |
| Mary meglepi a családot egy hirtelen tett látogatással, és a váratlan hírekkel. Simon eltávolodik Cecilia-tól, miközben Lucy és Kevin a házasélettel ismerkednek. Chandler szakít Roxanne-nel, amikor megtudja, hogy nem tetszik neki a gondolat, hogy egy lelkész felesége legyen, Roxanne pedig tanácsot kér Kevin-től, hogy mit kezdjen a férfival. Végre a Camden szülők is megtudják, hogy ki terhes, ki nem... |     |                                                                                       |                    |                                  |                                        |             |               |
| 157. | 3.  | Lelkész-gyerekek (PK)                                                                 | Harry Harris       | Brenda Hampton                   | 2003. szeptember 29. 2006. április 14. | 7,24 millió | 803           |
| Simon összebarátkozik a tanulmányi hivatal egyik tanácsadójával, amikor kiderül, hogy mindketten lelkészek gyermekei. Lucy rajtakapja Chandler-t, amint egy szőke lánnyal csókolózik a templomban, és azon rágódik, hogy vajon elmondja-e Roxanne-nek. Peter egyezséget köt az iskola rosszfiújával, hogy megvédje Ruthie-t, Cecilia pedig elvállalja az ikrek felügyeletét, ami miatt összekap Simon-nal. |     |                                                                                       |                    |                                  |                                        |             |               |
| 158. | 4.  | Ezt nem gondoltam volna! (I Wasn't Expecting That!)                                   | David Jones        | Paul Perlove                     | 2003. október 6. 2006. április 18.     | 7,41 millió | 804           |
| Amikor egy titokzatos Martin nevű idegen érkezik a Camden házba és velük tölti az egész napot, mindenki azt hiszi, hogy ő Simon egyik ismerőse. Glass rabbi keresi fel Eric-ket, hogy elpanaszolja neki: a feleségét mással látta csókolózni, ezért a válást fontolgatja. Kevin-t egy kiszálláskor megtámadja és megsebesíti egy nő, ezért betegszabadságra kényszerül. A szabadidejével nem tud mit kezdeni, amitől teljesen kikészül és ostoba gondolatai támadnak, miszerint Lucy már nem vonzódik hozzá. Eközben Ruthie és Peter egy iskolai feladata eléggé félresikerül... |     |                                                                                       |                    |                                  |                                        |             |               |
| 159. | 5.  | Családi mozi (Simon's Home Video" a.k.a. "The Kid Is Out of the Picture)              | Deborah Raffin     | Chris Olsen & Jeff Olsen         | 2003. október 13. 2006. április 19.    | 6,81 millió | 805           |
| Simon videófelvételt készít a főiskolai felvételijéhez, amelyben bemutatja a Camden család életét. Mindenképpen arra törekszik, hogy a saját szemszögéből láttassa a család minden tagját, a barátokat, és a Paul halála miatt érzett kínzó fájdalmát. |     |                                                                                       |                    |                                  |                                        |             |               |
| 160. | 6.  | Otthon is elkél a segítség (Charity Begins at Home)                                   | Karen Arthur       | Sue Tenney                       | 2003. október 20. 2006. április 20.    | 7,15 millió | 806           |
| A vasárnapi istentisztelet alkalmával Eric megkér mindenkit, hogy pénzadományok helyett személyes segítséget nyújtsanak a rászorulóknak. Kevin kitalálja, hogy Lucy-val együtt szervezzenek figyelő-szolgálatot, de a lányt jobban érdekelné valami közösségi munka. Eric felhívja újdonsült vejét, hogy látogassa meg őket – Mary nélkül, ami nagyon megijeszti Carlos-t. Ruthie egy lánynak akar segíteni a suliban, akiről kiderül, hogy valami titka van. Peter pedig Ruthie-t választja magának, aki erre távolságtartóvá válik. Amikor Chandler és Roxanne véletlenül összetalálkoznak, fellángolnak a régi érzelmek. Annie eközben nagyon féltékeny, mert Cecilia túl sok időt tölt az ikrekkel... |     |                                                                                       |                    |                                  |                                        |             |               |
| 161. | 7.  | Ismerjük meg egymást! (Getting to Know You)                                           | Harry Harris       | Sue Tenney                       | 2003. november 3. 2006. április 21.    | 6,79 millió | 807           |
| Eric és Annie egy "Isten hozott!" bulit szerveznek Ruthie muszlim barátjának, Jill Dupree-nek és családjának, de ők haboznak elfogadni a meghívást. A tiszteletes pedig mélységesen csalódik a szomszédokban, akik a rosszallásukat fejezik ki az új lakókkal szemben. Cecilia-ék házába betörnek. Ráadásul éppen akkor, amikor ő és az apja a Kevin által szervezett polgárőrség első megbeszélésén vannak. Roxanne tanácsot ad egy 16 éves fiúnak, akiről később kiderül, hogy benne volt a betörésben. Chandler maga is meglepődik a felfedezéstől, hogy Peter anyjához vonzódik... |     |                                                                                       |                    |                                  |                                        |             |               |
| 162. | 8.  | Az útravaló (Baggage)                                                                 | Harvey Laidman     | Sue Tenney                       | 2003. november 10. 2006. április 24.   | 6,87 millió | 808           |
| Eric elviszi Peter-t egy rehabilitációs központba a kutyájával együtt, hogy felvidítsák a betegeket. Peter összebarátkozik Nick-kel, és segít neki újra kapcsolatba lépni a fiától. Lucy rájön, hogy Kevin titokban a GlenOak Rendőr Egyesület softball csapatának az edzője. Chandler Paris-szel való első randija előtt kap egy levelet Roxanne-től, amiben azt írja a lány, hogy még mindig szereti. Martin ráveszi Cecilia-t, hogy mondja végre el Simon-nak, hogy együtt vannak. Ám a lányt is meglepi, amikor Simon közli, hogy ő is randizgat valakivel. Ruthie eközben féltékeny Annie és Cecilia szoros kapcsolatára.                                                                            |     |                                                                                       |                    |                                  |                                        |             |               |
| 163. | 9.  | Kérdezd Alice-t! (Go Ask Alice)                                                       | Joel J. Feigenbaum | Brenda Hampton & Shawn Kostanian | 2003. november 17. 2006. április 25.   | 7,85 millió | 809           |
| Eric-et felkéri az iskolatanács, hogy segítsen az igazgatónőnek, amikor több felháborodott szülő is panaszkodik. Amikor egy diáklány nyomtalanul eltűnik, mindenki az igazgatónőre mutogat, ám a tiszteletes inkább az apára gyanakszik. A Martin-ról szóló pletykák bántják Cecilia-t, aki később nagyon megbánja, hogy mindezt elmondta Ruthie-nak. |     |                                                                                       |                    |                                  |                                        |             |               |
| 164. | 10. | Vészhelyzet (The One Thing)                                                           | Fred Einesman      | Fred Einesman                    | 2003. november 24. 2006. április 26.   | 7,54 millió | 810           |
| Matt és Sarah megkezdik a gyakorlatot a sürgősségi osztályon, ám rögtön összekapnak Dr. Norton-nal, a sürgősségi osztály sebészével. Majd a nap folyamán a fiatalok is többször összevesznek, ráadásul Matt teljesen kétségbeesik, amikor elbizonytalanodik az elhivatottságában. |     |                                                                                       |                    |                                  |                                        |             |               |
| 165. | 11. | Kínos beszélgetések (When Bad Conversations Happen to Good People)                    | Harry Harris       | Brenda Hampton                   | 2004. január 5. 2006. április 27.      | 6,31 millió | 811           |
| Matt hazautazik, hogy elmondja a szüleinek, hogy Sarah elhagyta őt, ő pedig az iskolát hagyja ott. Kevin nem tudja, hogy elmondja-e Lucy-nak, hogy az előző felesége a városban van, és meghívta őket vacsorázni. Martin nagynénje megkéri Eric-ket, hogy beszélje rá Martin-t, költözzön vele New Yorkba. Chandler megkérdezi Peter-t, hogy mit szólna hozzá, ha feleségül venné az anyját. Ruthie-nak pedig titkolnivalója van... |     |                                                                                       |                    |                                  |                                        |             |               |
| 166. | 12. | A tékozló apa (The Prodigal Father)                                                   | Harvey Laidman     | Brenda Hampton                   | 2004. január 12. 2006. április 28.     | 5,87 millió | 812           |
| Peter nem tudja, hogy mit tegyen, amikor Vic, az alkoholista és kiállhatatlan apja jó útra tért, és újra részese akar lenni fia életének. A megdöbbentő hírek után Chandler-nek el kell döntenie, hogy mennyire hagyja, hogy ez befolyásolja a kapcsolatát Paris-szel és Peter-rel. Ruthie úgy érzi, hogy Peter elzárkózik előle, miközben Eric érdekes módot talál arra, hogy Vic-et elfogadtassa a családdal és a gyülekezettel. |     |                                                                                       |                    |                                  |                                        |             |               |
| 167. | 13. | Profi liga (Major League)                                                             | Joel J. Feigenbaum | Sue Tenney                       | 2004. január 19. 2006. május 2.        | 5,54 millió | 813           |
| A tiszteletes úgy érzi, hogy közbe kell lépnie, amikor Martin-t, aki nemrég költözött hozzájuk, meghívják a profi baseball ligába, ezért úgy dönt, hogy otthagyja a sulit. Ruthie a nővére segítségét kéri, hogy engedélyt kérjen az édesanyjától, hogy elmenjen Peter-rel egy buliba. Chandler édesanyja érkezik látogatóba, amikor megtudja, hogy néhai férje a fiút bízta meg az örökség kezelésével, és pénzt akar kicsikarni tőle. Cecilia eközben megtanítja az ikreket biciklizni, amivel megbántja Annie-t, hiszen ez az ő "feladata" a családban. |     |                                                                                       |                    |                                  |                                        |             |               |
| 168. | 14. | Begyógyulnak-e a régi sebek? (Healing Old Wounds)                                     | Harry Harris       | Brenda Hampton                   | 2004. január 26. 2006. május 3.        | 6,43 millió | 814           |
| Martin édesapja egy időre hazatér Irakból, hogy segítsen a fiának eldönteni, hogy egy profi karrier érdekében ott kellene-e hagynia az iskolát. A látogatás azonban másképpen alakul, amikor Martin rajtakapja az apját, ahogy Roxanne-nel csókolózik. Chandler és Paris – a lány ex-férjének visszatértével – újraértékelik a kapcsolatukat. Roxanne nagyon összeveszik Martin nagynénjével, mivel nem egyezik a véleményük az iraki háborúról. Vic be akar lépni a tengerészethez, s ezért egy tanácsadóval találkozik. |     |                                                                                       |                    |                                  |                                        |             |               |
| 169. | 15. | Élet-halál kérdés (Don't Speak Ill of the Dead or the Living)                         | Joel J. Feigenbaum | Brenda Hampton                   | 2004. február 9. 2006. május 4.        | 6,11 millió | 815           |
| Annie féltestvére, Lily jelenik meg Camden-éknél, mert Annie a sokadik telefonhívására sem reagált, pedig fontos családi dologról van szó. Cecilia azon mesterkedik, hogy összehozza Martin barátját, Mac-et egy lánnyal. Ruthie és Peter igencsak rosszul oldanak meg egy iskolai feladatot, amiből kisebb balhé kerekedik. Roxanne Chandler-hez fordul segítségért, miután nem tudja, hogy mit kezdjen egy titokkal Michaels detektívről, amit nem mondhat el Kevin-nek. |     |                                                                                       |                    |                                  |                                        |             |               |
| 170. | 16. | Évforduló (The Anniversary)                                                           | Deborah Raffin     | Sue Tenney                       | 2004. február 16. 2006. május 5.       | 6,08 millió | 816           |
| Matt hazatér, hogy egy különleges évfordulót ünnepeljen Ruthie-val, ám igyekszik elkerülni a találkozást a többiekkel. Amikor Lucy rájön, hogy Matt a városban van, ő, Eric és Annie megpróbálnak rájönni, hogy miért. Annie elszólja magát Kelly nővér előtt, hogy Matt és Sarah házasok. Vic egy különleges estére készül Paris-szal, de a nő nem akar elmenni, mert attól tart, hogy meg akarja kérni a kezét. |     |                                                                                       |                    |                                  |                                        |             |               |
| 171. | 17. | Két esküvő, egy eljegyzés és egy temetés (Two Weddings, an Engagement, and a Funeral) | Harry Harris       | Sue Tenney                       | 2004. február 23. 2006. május 8.       | 6,00 millió | 817           |
| Annie féltestvére, Lilly férjhez menni készül, és azt szeretné, hogy az apja vezesse oltárhoz, ám Annie aggódik az ötlet miatt. Fred és Mrs. Bink össze akarnak házasodni, ezért Chandler-hez fordulnak házassági felkészítésre. Fred anyja azonban le akarja fújni az esküvőt, mivel azt hiszi, hogy Mrs. Bink csak a pénze miatt menne hozzá a fiához. Jimmy és Pat, két szellemi fogyatékos fiatal úgy dönt, hogy az első randijuk után összeházasodnak, de Jimmy szülei mindezt ellenzik. |     |                                                                                       |                    |                                  |                                        |             |               |
| 172. | 18. | Az angyal (Angel)                                                                     | Peter Medak        | Brenda Hampton                   | 2004. március 1. 2006. május 9.        | 5,46 millió | 818           |
| A Camden-család tagjai úgy érzik, hogy Annie elrejti az érzéseit, és túlságosan is jókedvű az édesapja halála után. Ám a jókedve egy idő után mindenkire átragad, és nemcsak a családban, de az egész városban is. Eric megpróbálja rávenni Chandler-t az örökbefogadásra, majd rögtön össze is hozza egy ügyvéddel. Chandler azonban furcsa látomásnak véli, amikor egy lány titokzatos üzenettel jelenik meg előtte... |     |                                                                                       |                    |                                  |                                        |             |               |
| 173. | 19. | Mindenütt jó, de legjobb otthon (There's No Place Like It)                            | Joel J. Feigenbaum | Elaine Arata                     | 2004. április 19. 2006. május 10.      | 5,55 millió | 819           |
| Lucy és Kevin, amikor megtudják, hogy Chandler az örökbefogadott fiával együtt ugyanarra a házra pályázik, mint ők, elhatározzák, hogy a végsőkig fognak harcolni érte. A tiszteletes és Annie az események hallatán úgy döntenek, hogy végre megveszik a házat a templomtól, amelyben évek óta élnek. Ruthie mérges Martin-ra, mert azt hiszi, hogy ő kapja majd a garázst, amikor Lucy-ék kiköltöznek. Peter eközben azt hiszi, hogy az apjának viszonya van valakivel... |     |                                                                                       |                    |                                  |                                        |             |               |
| 174. | 20. | Magas labda (High and Dry)                                                            | Harry Harris       | Jeffrey Rodgers                  | 2004. április 26. 2006. május 11.      | 6,23 millió | 820           |
| Lucy és Kevin vidáman ünneplik az egyéves évfordulójukat. Ám amikor a családalapítás kerül szóba, rosszul sülnek el a dolgok... Cecilia és Martin rájönnek, hogy ha Cecilia elmegy főiskolára, a kapcsolatuknak vége. Chandler-t a fogadott fia, Jeffrey arra kéri, hogy tüntessen el a házból minden alkoholt. Peter hazudik Lucy-nak, amikor az ikrekre kellene vigyáznia. Eközben a városba újonnan beköltözött házaspár kéri Eric és Annie segítségét. |     |                                                                                       |                    |                                  |                                        |             |               |
| 175. | 21. | Elveszve (Lost and Found)                                                             | Harvey Laidman     | Paul Perlove                     | 2004. május 3. 2006. május 12.         | 6,07 millió | 821           |
| Lucy Kevin-t és a partnerét, Roxanne-t kompromittáló helyzetben találja, amikor azok bevetésen vannak. Cecilia és Martin kapcsolata újabb akadályba ütközik, amikor nem tudnak elég időt tölteni egymással. Ruthie és Peter, akik eltévednek egy iskolai kiránduláson, összetalálkoznak két fiúval Nicodemus-szal és Jacob-bal, akik nemcsak vigyáznak rájuk, amíg Camden tiszteletes megérkezik, de elmesélik szívszorító történetüket a szudáni polgárháború túléléséről. |     |                                                                                       |                    |                                  |                                        |             |               |
| 176. | 22. | Apró hazugságok, 1. rész (Little White Lies, part 1)                                  | Joel J. Feigenbaum | Sue Tenney                       | 2004. május 10. 2006. május 15.        | 6,49 millió | 822           |
| Matt házassági problémákkal küszködik, ezért hazalátogat Glenoak-ba, a szülői házba. A repülőgépen azonban összefut Heather-rel... Simon váratlanul bejelenti, hogy ő is hazatér a nyárra. Lucy mindent elkövet azért, hogy kiderítse, miért nincs ideje Roxanne-nak a szokásos csajos estéjükre. Ruthie eközben eltitkol valamit egy barátjáról a szülei előtt... |     |                                                                                       |                    |                                  |                                        |             |               |
| 177. | 23. | Apró hazugságok, 2. rész (Little White Lies, part 2)                                  | Joel J. Feigenbaum | Sue Tenney                       | 2004. május 17. 2006. május 16.        | 6,86 millió | 823           |
| Matt összezavarodik, amikor Heather iránt érzett szerelme újra fellángolni látszik. Ám ekkor Sarah bukkan fel, hogy rendbe hozza a házasságukat. Simon is megérkezik Gleanoak-ba, ami pedig Cecilia érzéseit zavarja össze, mert nem tudja, hogy Simon-t vagy Martin-t szereti. Ruthie cserediák barátnője, Maria Peter-re hajt, miközben a Camden-szülők, Mary kifejezett kérése ellenére New Yorkba utaznak, hogy ott legyenek első unokájuk születésénél. |     |                                                                                       |                    |                                  |                                        |             |               |

### Kilencedik évad (2004-2005)
| Sor. | Év. | Cím                                                  | Rendező            | Író                                                 | Premier                              | Nézettség   | Gyártási szám |
| --- | --- | ---------------------------------------------------- | ------------------ | --------------------------------------------------- | ------------------------------------ | ----------- | ------------- |
| 178. | 1.  | Félreértések (Dropping Trou part 1)                  | Joel J. Feigenbaum | Brenda Hampton                                      | 2004. szeptember 13. 2006. május 17. | 7,26 millió | 901           |
| Simon bemutatja a családnak az új barátnőjét, akivel úgy tűnik, hogy túlságosan is közel kerültek egymáshoz, melyből Annie és Eric arra következtetnek, hogy lefeküdtek egymással. Kevin attól fél, hogy Lucy nem akarja tudomásul venni a terhességét, mert nem akar kismama ruhákat venni. Ruthie-nak és az ikreknek gondjaik akadnak az első napon a suliban és az oviban. Matt pedig éppen a családi dráma kellős közepén tér haza... |     |                                                      |                    |                                                     |                                      |             |               |
| 179. | 2.  | Célravezető módszer (The Best Laid Plans part 2)     | Harry Harris       | Brenda Hampton                                      | 2004. szeptember 20. 2006. május 18. | 6,65 millió | 902           |
| Simon hajthatatlan, ugyanis nem hajlandó a Georgia-val való kapcsolatáról beszélni a szüleivel. A helyzet rádöbbenti Eric-et, hogy a templomban egy tiniknek szóló programot kéne indítani a szexualitásról, illetve az önmegtartóztatásról. Lucy és Kevin megtudják, hogy kislányuk lesz. Matt attól fél, hogy Martin még mindig Cecilia miatt bánkódik, és mesél neki Simon új kapcsolatáról, majd kideríti, hogy Ruthie miért nem akar bocsánatot kérni Martin-tól. |     |                                                      |                    |                                                     |                                      |             |               |
| 180. | 3.  | Lucy dala (The Song of Lucy)                         | Joel J. Feigenbaum | Sue Tenney                                          | 2004. szeptember 27. 2006. május 19. | 6,53 millió | 903           |
| Bár Lucy izgul az első templomi előadása miatt, mégis fellelkesül, amikor az apja közli vele, hogy ő az új segédlelkész és hamarosan megtarthatja első miséjét. Simon Dr. Gibson-nal való találkozása közben rájön, hogy a Georgia-val való kapcsolatát használta fel arra, hogy eltemesse bűntudatát a balesettel kapcsolatban. Ruthie beleszeret egy Harry nevű árva fiúba... |     |                                                      |                    |                                                     |                                      |             |               |
| 181. | 4.  | Rosszfiúk (Bad Boys, Bad Boys, Whatcha Gonna Do?)    | Michael Preece     | Elaine Arata                                        | 2004. október 4. 2006. május 22.     | 7,36 millió | 904           |
| A tiszteletest egy fiatal lány keresi fel, hogy segítsen találni egy örökbefogadó családot a születendő gyermekének. Amikor azonban megszületik a baba, a lány mégis meggondolja magát... Simon összefut az elhunyt fiú, Paul öccsével, aki elmondja neki, hogy már megbocsátott, és segíteni akar, hogy ő is megbocsáthasson magának. Harry Martin-nal és Kevin-nel kerül szembe, amikor szakítani akar Ruthie-val, majd mindhárman meglepődve tapasztalják, hogy Ruthie is ugyanazt akarja. Lucy megtartja az első óráját a templomban. |     |                                                      |                    |                                                     |                                      |             |               |
| 182. | 5.  | A szavazás (Vote)                                    | Joel J. Feigenbaum | Chris Olsen                                         | 2004. október 11. 2006. május 23.    | 5,87 millió | 905           |
| A választások közeledtével Ruthie is ki akarja alakítani a saját véleményét a politikával kapcsolatban, amikor megtudja, hogy Martin mennyire tájékozott a világpolitikában. Eric is és Annie is arra gyanakszik, hogy a másikuk nem szavazott az előző választáson. Lucy nem akarja magát regisztráltatni, amikor kiderül, hogy Kevin sem jelentkezett még be. Camden apuka pedig nehezen győzi meg az ikreket, hogy a politika nem hülyeség. |     |                                                      |                    |                                                     |                                      |             |               |
| 183. | 6.  | Apaság (Fathers)                                     | Harry Harris       | Jeff Olsen                                          | 2004. október 18. 2006. május 24.    | 6,61 millió | 906           |
| Eric Mary volt barátját, Wilson-t kéri meg, hogy segítsen Charlie-nak, aki úgy érzi, hogy nem tudja elviselni az apasággal járó felelősséget. Lucy és Kevin a nőgyógyász személyén veszekednek, amikor Ben Lucy oldalára áll, ezzel még rosszabbra fordítva az amúgy is kínos helyzetet. Ruthie-nak hátsó szándékai vannak, amikor Martin-nal és Mac-kel tölti az időt, ám nagyon megbántódik, amikor megtudja, hogy Mac csak a kishúgaként tekint rá. |     |                                                      |                    |                                                     |                                      |             |               |
| 184. | 7.  | Jobb az egyenes beszéd! (Regret to Inform)           | Harvey Laidman     | Jeffrey Rodgers                                     | 2004. október 25. 2006. május 25.    | 6,62 millió | 907           |
| Amikor Kevin elhiteti Venus-szal, hogy Martin rendőr, a lány hirtelen érdeklődni kezd iránta. A fiúnak azonban sehogy sem sikerül elmondania az igazat, főleg miután kiderül, hogy a lány apja is a Közel-Keleten szolgál. Eric és Annie attól félnek, hogy Martin butaságot csinál, és ráveszik Kevin-t, hogy rendezze el a dolgokat, ami pedig ahhoz vezet, hogy az őrsön mindenki arról pletykál, hogy Kevin-nek viszonya van egy nővel... |     |                                                      |                    |                                                     |                                      |             |               |
| 185. | 8.  | Miért nem én? (Why Not Me?)                          | Joel J. Feigenbaum | Sue Tenney                                          | 2004. november 1. 2006. május 26.    | 6,51 millió | 908           |
| Kevin megtudja, hogy Simon-t kirúgták a kollégiumból, amiért egy évfolyamtársa, Christina nála aludt. Amikor Eric személyében megérkezik a segítség, az is kiderül, hogy Christina az árvaházból került az utcára, és még három testvére van állami gondozásban, akiknek mind otthonra van szüksége. A tiszteletes Annie segítségével összehívja a felekezetet és elmagyarázzák, hogy mit jelent a névleges örökbefogadás. |     |                                                      |                    |                                                     |                                      |             |               |
| 186. | 9.  | Hálaadás (Thanksgiving)                              | Harry Harris       | Sue Tenney                                          | 2004. november 15. 2006. május 29.   | 6,71 millió | 909           |
| Két hét múlva Hálaadás, és Annie nagyon izgatottan készül az ünnepre. A család összes tagját otthon szeretné tudni eme jeles napon, ám mindenkinek más tervei vannak. Matt és Sarah egész egyszerűen nem tudnak hazautazni. Mary és Carlos Puerto Ricóban töltenék az ünnepet, és Ruthie-t is meg szeretnék hívni magukkal. Simon is el szeretne mondani valamit a szüleinek, de nem tudja rávenni magát, így a suliban marad. Martin Mac-kel készül sátorozni. Lucy pedig mindenáron maga akarja készíteni a Hálaadás napi ételt és díszítést. |     |                                                      |                    |                                                     |                                      |             |               |
| 187. | 10. | A hála (Gratitude)                                   | Fred Einesman      | Fred Einesman                                       | 2004. november 22. 2006. május 30.   | 7,52 millió | 910           |
| Simon volt barátnője, Georgia azt állítja, hogy terhes. Eric, Annie és az ikrek Ginger-től tartanak hazafelé GlenOak-ba, s közben nosztalgiáznak. Eközben Matt siet a kórházba Lucy-val, amikor a lány összeesik a boltban. Kevint ugyanis nem tudják elérni, mivel éppen egy titkos akcióban vesz részt. Ruthie váratlanul hazatelefonál Puerto Ricóból, mert nagyon rosszul érzi magát ott. |     |                                                      |                    |                                                     |                                      |             |               |
| 188. | 11. | Wayne világa... (Wayne's World)                      | Joel J. Feigenbaum | Sue Tenney                                          | 2004. november 29. 2006. május 31.   | 6,88 millió | 911           |
| Lucy-t hazaengedik a kórházból, ám mivel ágyhoz van kötve, mindenki a hangulatváltozásaihoz kénytelen alkalmazkodni. Lucy a diplomaosztójára sem tud elmenni, ezért a család saját diplomaosztót szervez neki. Martin lehetetlenül viselkedik Ruthie-val, ám a lány rájön, hogy ehhez köze van az édesapjától kapott e-mailhez, amelyben az áll, hogy nem tud hazajönni karácsonykor. Egy szer csak Wayne Newton énekes bukkan fel Eric-éknél, egy Martinnak szóló üzenettel. |     |                                                      |                    |                                                     |                                      |             |               |
| 189. | 12. | Papír vagy műanyag? (Paper or Plastic?)              | Michael Preece     | Brenda Hampton & Jeffrey Rodgers                    | 2005. január 24. 2006. június 1.     | 7,99 millió | 912           |
| Lucy meg van sértődve, amiért senki nem vett még ajándékot neki és a babának, ezért ráveszi Matt-tet, hogy vigye el vásárolni. Ám az áruház liftjében rekednek, ahol Lucy-ra rátörnek a fájások. Miközben Kevin titokban vesz egy házat Lucy-nak, melyről Ruthie véleményét kéri ki. Az egész áruház a liftben vajúdó Lucy-nak szurkol, amikor végre a család is megérkezik, és Kevin csatlakozik a liftben rekedtekhez. Lucy egészséges kislánynak ad életet, akinek a Savannah nevet adják, a nászútjuk helyszíne után. |     |                                                      |                    |                                                     |                                      |             |               |
| 190. | 13. | Szülőnek lenni művészet! (The Fine Art of Parenting) | Harry Harris       | Tévéjáték: Justin Trofholz Történet: Brenda Hampton | 2005. január 31. 2006. június 2.     | 6,64 millió | 913           |
| Annie nagyon haragszik a lányára, amiért az ilyen rövid idő elteltével már vendégeket fogad az újszülött Savannah-hoz. Lucy elszántsága, hogy megmutassa mindenkinek, milyen tökéletes szülő, Kevin-t arra készteti, hogy megkérdőjelezze a maga képességeit. Az újdonsült szülők visszaköltöznek a Camden házba, míg Martin a garázst kapja meg. Eric azonban attól tart, hogy túlságosan sokat segítenek Lucy-éknak, és ettől ők elkényelmesednek majd. Zoe, Martin osztálytársa "véletlenül" elalszik a fiú kanapéján, hogy másnap mindenkinek elmesélhesse, hogy lefeküdtek egymással. Ruthie pedig látva a távozó lányt, megragadja a lehetőséget, hogy megzsarolja a fiút. |     |                                                      |                    |                                                     |                                      |             |               |
| 191. | 14. | Az első randi (First Date)                           | Joel J. Feigenbaum | Courtney Turk & Kelley Turk                         | 2005. február 7. 2006. június 6.     | 6,91 millió | 914           |
| Amikor Eric és Annie nagy nehezen beleegyeznek, hogy elmehessen az első hivatalos randijára, Ruthie a fellegekben érzi magát, bár minden a szokásos Camden-módra történik... Annie és Lucy szinte kötelességüknek érzik felkészíteni őt a Vincent-tel tervezett találkára. Sam és David ünneplőbe öltöznek, hogy nővérükkel tarthassanak. Martin és Mac titokban követik őt a randira. Matt pedig magára vállalja a gardedám szerepét. |     |                                                      |                    |                                                     |                                      |             |               |
| 192. | 15. | Piros zoknik... (Red Socks)                          | Michael Preece     | Martha Plimpton                                     | 2005. február 14. 2006. június 7.    | 5,10 millió | 915           |
| Már megint eltelt egy év és újra itt van a szerelmesek napja, a Valentin-nap! Simon teljesen odavan Anna-ért, az új barátnőjéért, akivel kitalálják, hogy elmennek Glenoak-be, de Simon mégis úgy dönt, hogy távol tartja a lányt a családjától, ami persze azért nem olyan könnyű. Ruthie teljesen kivan a sok ömlengő pártól, ám Vincent rövidesen felvidítja. |     |                                                      |                    |                                                     |                                      |             |               |
| 193. | 16. | Testvéri szeretet (Brotherly Love)                   | Barry Watson       | Brenda Hampton                                      | 2005. február 21. 2006. június 8.    | 5,50 millió | 916           |
| Amikor Simon megkéri Matt-tet, hogy írjon fel a barátnőjének fogamzásgátlót, mindenki azt gondolja, hogy a két fiú azért titkolózik, mert igazából Simon barátnője terhes. Lucy és Kevin azon tanakodnak, hogy visszaadják-e a házat az eredeti tulajdonosának. Eric és Annie felháborítónak tartják, hogy Kevin fegyvert tart a lakásban. A Camden-gyerekek eközben egy fontos dolgot próbálnak meg eltitkolni a szülők elől Mary-ről. |     |                                                      |                    |                                                     |                                      |             |               |
| 194. | 17. | Hazugságok hálójában (Tangled Web We Weave)          | Joel J. Feigenbaum | Brenda Hampton                                      | 2005. február 28. 2006. június 9.    | 5,57 millió | 917           |
| Annak ellenére, hogy védekeztek, Simon nagyon megijed, amikor a barátnője, Sandra reggeli rosszullétre panaszkodik. Martin és Mac rajtakapják Vincent-tet egy másik lánnyal. Matt, Lucy, Kevin és Ruthie közösen mondják el a szüleiknek, hogy Mary újra terhes, de azt eltitkolják, hogy elhagyta Carlos-t és a gyermeküket, Charlie-t. Annie úgy dönt, hogy meglátogatja Carlos-t. |     |                                                      |                    |                                                     |                                      |             |               |
| 195. | 18. | Tiszteld édesanyádat! (Honor Thy Mother)             | Harry Harris       | Victoria Huff                                       | 2005. április 25. 2006. június 12.   | 5,35 millió | 918           |
| Egy nő a tiszteletes segítségét kéri, hogy az édesanyját öregek otthonába juttassa. Ám amikor Eric találkozik Mrs. Wagner-rel rájön, hogy a lányának sokkal inkább segítségre van szüksége, mivel éppen ő elégedetlen az életével. A dolgok pedig hamarosan nagyon rosszra fordulnak: Mrs. Wagner-t kórházba juttatja a lánya okozta stressz. Ruthie összeszólalkozik Lucy-val, mert Annie tudta nélkül akarja Vincent-tel tölteni a napot, ám ennek következményeképpen Lucy és Annie vesznek össze. Ben újra felbukkan, hogy meglátogassa a családját. A Camden család egy különleges vacsorával ünnepli meg Annie édesanyjának, Jenny-nek a 75. születésnapját.               |     |                                                      |                    |                                                     |                                      |             |               |
| 196. | 19. | Éhség (Hungry)                                       | Joel J. Feigenbaum | Elaine Arata                                        | 2005. május 2. 2006. június 13.      | 4,89 millió | 919           |
| Vincent új barátnője csúnyán lejáratja Ruthie-t a többiek előtt, s amikor a lány dühösen a mosdóba menekül a furcsán viselkedő Zoe-ra és a két barátnőjére bukkan. Zoe-ról kiderül, hogy állandó rosszullétei abból fakadnak, hogy a családjának nincs elég pénze ételre, de megesketik Ruthie-t, hogy nem mondja el senkinek. Amikor azonban Martin a lány öntelt viselkedése miatt szakít vele, Zoe azt hiszi, hogy Ruthie mégis kifecsegte a titkát... Kevin-nek sehogy sem jön össze, hogy egy kis időt kettesben töltsön el Lucy-val. Eric arra gyanakszik, hogy Sam és David csak tettetik, hogy betegek.                                                                  |     |                                                      |                    |                                                     |                                      |             |               |
| 197. | 20. | A hit erejével (Leaps of Faith)                      | Ron High           | Jeffrey Rodgers                                     | 2005. május 9. 2006. június 14.      | 4,76 millió | 920           |
| Simon hazaérkezik a családi fészekbe, ahol idegesen várja a kórházi teszt eredményét. Eric egy olyan asszonynak segít, aki a két beteg lányát egyedül neveli, ám az apa minden áron el akarja őket vinni Memphis-be egy kórházi kezelésre. Ruthie volt barátja, Peter újra felbukkan. Lucy és Kevin azon vitatkoznak, hogy ki vigyázzon Savannah-ra, ha a lány is visszamegy dolgozni. Martin nem fogadja az apja telefonhívását, inkább kiszökik otthonról, hogy a barátnőjével lehessen. |     |                                                      |                    |                                                     |                                      |             |               |
| 198. | 21. | Az én családom!, 1. rész (Mi Familia, part 1)        | Joel J. Feigenbaum | Sue Tenney                                          | 2005. május 16. 2006. június 15.     | 4,91 millió | 921           |
| Amikor Matt megtudja, hogy Mary beadta a válókeresetet és lemondott a fiáról, nem tudja, hogy hogyan mondja el a szüleiknek. Simon egyszerűen közli a legújabb barátnőjével, hogy nem hajlandó lefeküdni vele, de nem árulja el, hogy miért. A tiszteletes újra kapcsolatba kerül a Davis gyerekekkel, amikor Danny-t örökbe akarják fogadni Cecilia szülei. Kevin mérges Lucy-ra amiért még mindig nem költöztek ki a szülői házból. |     |                                                      |                    |                                                     |                                      |             |               |
| 199. | 22. | Az én családom!, 2. rész (Mi Familia, part 2)        | Joel J. Feigenbaum | Sue Tenney                                          | 2005. május 23. 2006. június 16.     | 5,54 millió | 922           |
| Amikor Simon és Rose Glenoak-ba érkeznek, hogy meglátogassák a szülőket, Annie közli velük, hogy szerinte túl gyorsan haladnak és így nem alhatnak együtt a házban. Eric megpróbálja titokban tartani a Mary-vel kapcsolatos híreket, mivel attól fél, hogy Annie mindezt nem tudná elviselni. Martin újra belebonyolódik Vincent és Ruthie kapcsolatába. George és Gwen adoptációja akadozik, amikor az édesanya tiltakozik az örökbefogadás ellen. Bill, Martin édesapja végre hazaérkezik Irakból. |     |                                                      |                    |                                                     |                                      |             |               |

### Tizedik évad (2005-2006)
| Sor. | Év. | Cím                                                       | Rendező              | Író                                              | Premier                               | Nézettség   | Gyártási szám |
| --- | --- | --------------------------------------------------------- | -------------------- | ------------------------------------------------ | ------------------------------------- | ----------- | ------------- |
| 200. | 1.  | Késő már... (It's Late)                                   | Harry Harris         | Brenda Hampton                                   | 2005. szeptember 19. 2006. június 19. | 5,42 millió | 1001          |
| A tiszteletes továbbra is titkolja Annie előtt, hogy Mary el fog válni. Rose állandóan sürgeti Simon-t, hogy jelöljék ki az esküvő napját. Lucy rájön, hogy egy segédlelkész munkája nehezebb, mint gondolta volna. Az egész egyházközösség felháborodik Lucy különös és vitatható vasárnapi szentbeszédén, ráadásul Lucy az édesapjával is összeveszik miatta. Ruthie eközben egy végzős diákra vet szemet. |     |                                                           |                      |                                                  |                                       |             |               |
| 201. | 2.  | Menekülés (Home Run)                                      | Harry Harris         | Brenda Hampton & Chris Olsen                     | 2005. szeptember 26. 2006. június 20. | 5,04 millió | 1002          |
| Amikor Martin megtudja, hogy minden bizonnyal ő az apja Sandy születendő gyermekének, nem tudja, hogy mitévő legyen. Ruthie azzal nyaggatja az apját, hogy hadd randevúzzon egy idősebb fiúval, Jack-kel. Simon menyasszonya ragaszkodik ahhoz, hogy találkozhasson a nagyszülőkkel, John és Ruth Camden-nel. Kevin egy veszélyes bevetés után úgy dönt, hogy otthagyja az őrsöt, és inkább otthon marad Savannah-val. Lucy pedig teljesen kiborul, mert elveszítheti a segédlelkészi állását. |     |                                                           |                      |                                                  |                                       |             |               |
| 202. | 3.  | Majd anya elintézi! (Mama's Gonna Buy You a Diamond Ring) | Joel J. Feigenbaum   | Brenda Hampton & Chris Olsen                     | 2005. október 3. 2006. június 21.     | 5,34 millió | 1003          |
| Simon és Rose úgy döntenek, hogy ideje egy kicsit változtatni a kapcsolatukon. A várandós Sandy beköltözik Rose régi lakásába, s így Rose-nak végre sikerül a terve, hogy Simonhoz költözzön. Sandy Lucy-tól kér tanácsot, mivel Martin nem válaszol a hívásaira, és inkább az első randijára készül Meredith-szel. Martin eközben össze akarja hozni Ruthie-t valakivel. Kevin otthagyja a munkáját. A tiszteletes újra megmutatja a remek zenei érzékét, amikor a régi bandájával zenél a Lucy által szervezett rendezvényen. |     |                                                           |                      |                                                  |                                       |             |               |
| 203. | 4.  | Szeret nem szeret? (Ring Around the Rosie)                | Joel J. Feigenbaum   | Elaine Arata & Brenda Hampton                    | 2005. október 10. 2006. június 22.    | 5,28 millió | 1004          |
| Amikor Eric és Annie megtudják, hogy Rose és Simon együtt élnek, ragaszkodnak hozzá, hogy Rose költözzön el. Mivel Simon nem tiltakozik annyira a dolog ellen, a barátnője megkérdőjelezi az érzéseit. Lucy egy lánynak, Lizzie-nek ad tanácsot, aki azt hiszi, hogy várandós. Rövidesen aztán kiderül róla, hogy mégsem, de Lucy ragaszkodik hozzá, hogy mondja el a szüleinek, hogy szexuálisan aktív. Ruthie úgy érzi, hogy kezd beleszeretni Martin-ba. |     |                                                           |                      |                                                  |                                       |             |               |
| 204. | 5.  | Kibújt a szög a zsákból! (The Rat's Out of the Bag)       | Barry Watson         | Brenda Hampton & Jeffrey Rodgers                 | 2005. október 17. 2006. június 23.    | 5,32 millió | 1005          |
| Matt meglepetésszerűen Glenoak-ba látogat, és elkíséri Kevin-t egy gyerekzsúrra, ahol beöltözik a gyerekek kedvenc hősének. Lucy beszélni akar Sandy-vel Martin-nal kapcsolatban, de azt hazudja Kevin-nek, hogy Simonhoz megy. Matt és Kevin úgy döntenek, hogy követik őt?Eric is kíváncsi, hogy miért megy Lucy Simon-hoz, majd véletlenül megtudja, hogy Sandy Martin gyermekét várja. Ruthie pedig arra kíváncsi, hogy Martin miért nem hordja már magával a mobilját. |     |                                                           |                      |                                                  |                                       |             |               |
| 205. | 6.  | Segítőkészség (Helpful)                                   | Harry Harris         | Brenda Hampton, Courtney Turk & Kelley Turk      | 2005. október 31. 2006. június 26.    | 5,13 millió | 1006          |
| Sandy bevallja, hogy csak azért feküdt le Martin-nal, hogy Simon-t féltékennyé tegye. Eric nem túl lelkes, amikor megtudja, hogy Simon eljegyzési gyűrűt vett Rose-nak. Ruthie-nak új fiúja van, a nála idősebb Brian, aki az iskola baseballcsapatában játszik. Lucy csalódottan veszi tudomásul, hogy majdnem az egész család tud Martin különös helyzetéről, míg ő titokban akarta tartani. |     |                                                           |                      |                                                  |                                       |             |               |
| 206. | 7.  | Konzerv-vadászat (Soup's On)                              | Joel J. Feigenbaum   | Brenda Hampton & Victoria Huff                   | 2005. november 7. 2006. június 27.    | 5,62 millió | 1007          |
| Sandy édesapja váratlanul beállít Camden-ékhez, és rengeteg pénzt hagy a tiszteletesnél. Martin úgy dönt, hogy ideje közölni az apjával, hogy Sandy és ő babát várnak. Simon, akinek pénzügyi gondjai vannak, a család összes tagjához segítségért fordul. Ruthie eközben leves-konzervek papírjait gyűjti az iskolai számítógép megszerzésének érdekében. |     |                                                           |                      |                                                  |                                       |             |               |
| 207. | 8.  | Kockafejek (Chicken Noodle Heads)                         | Keith Truesdell      | Brenda Hampton & Chris Olsen                     | 2005. november 14. 2006. június 28.   | 5,81 millió | 1008          |
| A tiszteletes más szemszögből kezdi látni Martin és Sandy helyzetét, amikor megtudja, hogy a fiú anyja is az esküvő előtt esett teherbe. Eric végül Sandy édesanyjával és nevelőapjával próbál beszélni a lány helyzetéről, s reméli, hogy jobban alakul majd a dolog, mint a lány alkoholista édesapjával. Lucy mélyen megbántódik, amikor Kevin a parkban egy kisgyermekes anyukát lát el hasznos tanácsokkal. Ruthie és Jack között vita alakul ki, mint később kiderül Martin kedves húzása miatt. |     |                                                           |                      |                                                  |                                       |             |               |
| 208. | 9.  | A Hálaadás-napi pulyka (Turkey)                           | Michael Preece       | Brenda Hampton & Jeff Olsen                      | 2005. november 21. 2006. június 29.   | 6,26 millió | 1009          |
| Ismét elérkezett a Hálaadás ünnepe. A pletyka, hogy Martin teherbe ejtett egy lányt, gyorsan terjed az iskolában. Ám mindenki azt hiszi, hogy Ruthie az a lány, hiszen nemrég hiányzott a suliból az állítólagos náthája miatt. Amikor Ruthie is megtudja az igazat Martin-nal és Sandy-vel kapcsolatban, teljesen elromlik az ünnep hangulata. Eric és Annie megpróbálnak kedvesek lenni Rose-hoz, mivel velük fogja tölteni a Karácsonyt. Camden-ék a templomban ünneplik a Hálaadást, ahol ételt osztanak a hajléktalanoknak. |     |                                                           |                      |                                                  |                                       |             |               |
| 209. | 10. | Az almás pite (Apple Pie)                                 | Lindsley Parsons III | Brenda Hampton & Jeffrey Rodgers                 | 2005. november 28. 2006. június 30.   | 5,93 millió | 1010          |
| Karácsony ünnepe van. Simon megtudja, hogy Rose-nak titkai vannak előtte, és azon gondolkodik, hogy talán a szüleinek volt igaza. Eric és Annie végre engedik Ruthie-t Jack-kel randizni. Rose apja azt tanácsolja a lányának, hogy várjon még a házassággal és egyelőre csak költözzön össze Simon-nal, de Rose tiltakozik. Karácsony ünnepe van. Simon megtudja, hogy Rose-nak titkai vannak előtte, és azon gondolkodik, hogy talán a szüleinek volt igaza. Eric és Annie végre engedik Ruthie-t Jack-kel randizni. Rose apja azt tanácsolja a lányának, hogy várjon még a házassággal és egyelőre csak költözzön össze Simon-nal, de Rose tiltakozik.                                                      |     |                                                           |                      |                                                  |                                       |             |               |
| 210. | 11. | Karácsony (X-Mas)                                         | Harry Harris         | Brenda Hampton & Jeffrey Rodgers                 | 2005. december 12. 2006. július 3.    | 6,48 millió | 1011          |
| Camden-ék karácsonyi hangulatban vannak. Eric egy idősek otthonát látogat meg, ahol kellemesen tölti el az időt a sok kedves emberrel. Ruthie a kórházban ajándékokat osztogat a gyerekeknek, ahol találkozik egy régi barátjával is. Lucy újra az Otthon az Emberségért nevű szervezetnek dolgozik. Annie, Sam és David szudáni tanulókkal töltik az időt egy katolikus templomban. Kevin Mikulásnak öltözik, és ajándékokat osztogat Savannah-val a Biliárdszalonban. Kevin egy kóbor kutyát visz a menhelyre, majd meggondolva magát egy arra érdemes családnak ajándékozza. |     |                                                           |                      |                                                  |                                       |             |               |
| 211. | 12. | Ismered-e Martin Luther King-et? (Got MLK?)               | Joel J. Feigenbaum   | Orlando Bishop, Kevin Brownridge & Damani Mangum | 2006. január 23. 2006. július 4.      | 5,21 millió | 1012          |
| Martin csapattársa, Alex azzal keresi fel a tanárukat, hogy a nagy amerikaiakról szóló esszéjét Martin Luther King-ről szeretné megírni. Mrs. Porter örömmel veszi Alex egyedi ötletét, ám amikor a fülébe jut, hogy Martin le akarja beszélni a barátját a témáról, úgy dönt, módosítja a feladatot és minden diáknak egy nagy afro-amerikairól kell írnia. Nem sokkal később azonban Alex rasszista megjegyzésekkel telefirkálva és összetörve talál rá az autójára. A tiszteletes pedig kétségbeesve keresi a megoldást a kisvárosban eluralkodó fajgyűlölet ellen. |     |                                                           |                      |                                                  |                                       |             |               |
| 212. | 13. | Nem a gólya hozza... (And Baby Makes Three)               | Michael Preece       | Lawrence H. Levy                                 | 2006. január 30. 2006. július 5.      | 6,28 millió | 1013          |
| Amikor Sandy-nek terhes-gondozásra kell mennie, Simon úgy dönt, vele tart, hogy a támogatásáról biztosítsa a lányt. Ám Rose ezt nem veszi jó néven, és újra téves következtetést von le a dologból. Eric megpróbálja jobb belátásra téríteni Martin-t, hogy legalább egy kicsit törődjön a születendő gyermekével, ám a fiú ezzel kapcsolatban mindent elhárít. A Camden-szülők eközben aggódva figyelik, ahogy Ruthie és Martin egyre közelebb kerülnek egymáshoz. Kevin elmondja Lucy-nak, hogy mennyire szeretné, ha még egy gyermekük lenne, ám a lány határozottan közli vele, hogy nem valószínű, hogy ő valaha is még egyszer szülni fog.                                                               |     |                                                           |                      |                                                  |                                       |             |               |
| 213. | 14. | Megszállottan szeretni (Love and Obsession)               | Harry Harris         | Paul Perlove                                     | 2006. február 6. 2006. július 6.      | 5,89 millió | 1014          |
| Rose éppen a szerelmesek napját választja arra, hogy egy megdöbbentő kijelentéssel álljon Simon elé, miszerint: nem akar templomban esküdni. Kevin eközben Valentin-napi meglepetést szervez Lucy-nak abba a szállodába, ahol éppen három évvel ezelőtt kérte meg a lány kezét. Az évfordulóra meghívja a Camden-szülőket, valamint Simon-t és Rose-t, ám a meglepetésből igen kellemetlen helyzet alakul ki, amikor Lucy szexi fehérneműben toppan be a hotelszobába. Ruthie pedig ezalatt egy korábbi szomszédjuknak próbál segítséget nyújtani. |     |                                                           |                      |                                                  |                                       |             |               |
| 214. | 15. | Gershwin csodája (The Magic of Gershwin)                  | Ron High             | Lawrence H. Levy                                 | 2006. február 13. 2006. július 7.     | 5,89 millió | 1015          |
| Ruthie az egyik iskolatársával együtt büntetést kap a tanárától, amikor elkésik az órájáról. Ám Ruthie meglepődve konstatálja, hogy ez a büntetés mennyire nagyszerű, ugyanis egy középiskolai Gershwin-esten kell részt venniük. Rose folyamatosan azzal nyaggatja Simon-t, hogy válasszák már ki az esküvői dalukat. Ruthie végül teljesen összeroppan, amikor Simon elmondja neki, hogy Martin felvállalja a gyermekét és feleségül veszi Sandy-t. |     |                                                           |                      |                                                  |                                       |             |               |
| 215. | 16. | Lépj tovább! (Moving Ahead)                               | Joel J. Feigenbaum   | Paul Perlove                                     | 2006. február 27. 2006. július 10.    | 5,71 millió | 1016          |
| Lucy élete mostanság egyre bonyolultabbá kezd válni, pedig eddig sem volt nevezhető túl egyszerűnek. A magánéleti és hivatásbeli problémák tetejébe még beállít a nagymamája is, aki szerint hamarosan nagy változás fog bekövetkezni nála. Annie elhatározza, hogy egy napot kettesben töltenek Ruthie-val az iskola helyett, ám szerencsétlenségükre éppen Ruthie egyik tanárával futnak össze. Eközben a tiszteletesnek kell rendet tennie Simon és Rose kapcsolatában. |     |                                                           |                      |                                                  |                                       |             |               |
| 216. | 17. | A mobiltelefon (Highway to Cell)                          | Michael Preece       | Chad Byrnes                                      | 2006. április 3. 2006. július 11.     | 4,61 millió | 1017          |
| Simon találkozik – persze nem önszántából – Rose ex-vőlegényével, amikor a lány egész egyszerűen meghívja őt magukhoz vacsorára. Hosszú idő után Ruthie végre mobiltelefont kap a szüleitől. Ám az ajándéknak mégsem tud felhőtlenül örülni, ugyanis rájön, hogy nincs is barátja, akinek a telefonszámát megadhatná. Az édesapja és Kevin ezen úgy próbálnak segíteni, hogy megadják Ruthie számát néhány hasonlókorú fiúnak. |     |                                                           |                      |                                                  |                                       |             |               |
| 217. | 18. | Teljes összeomlás (Invitation to Disaster)                | Keith Truesdell      | Justin Trofholz                                  | 2006. április 10. 2006. július 12.    | 4,99 millió | 1018          |
| Simon és Rose Kevin-től értesülnek arról, hogy az esküvőjük időpontja éppen ütközik Matt és Sarah államvizsgájával. Ruthie cserediák szeretne lenni Skóciában, ám Lucy rájön az utazás valódi okára: a húga egy fiú miatt szeretne ilyen messzire utazni. Rose időközben ráébred, hogy a Camden család tagjaival való rossz kapcsolatáért kizárólag ő a felelős, és mindent megtenne azért, hogy a dolgokat helyrehozza. |     |                                                           |                      |                                                  |                                       |             |               |
| 218. | 19. | Titkok (Secrets)                                          | Harry Harris         | Brenda Hampton & Jeffrey Rodgers                 | 2006. április 17. 2006. július 13.    | 4,85 millió | 1019          |
| Annie és Rose között egy őszinte beszélgetés végre helyrehozza a dolgokat, olyannyira, hogy Lucy és Ruthie féltékenykedni kezdenek. Az ikrek a család minden tagjától szeretnének egy féltve őrzött titkot megtudni. Az apjuk pedig egy hatalmas titkot oszt meg velük, mely szerint az esküvőjük után nem sokkal elveszítette a jegygyűrűjét, és – Annie tudtán kívül – azóta is egy másolatot hord. |     |                                                           |                      |                                                  |                                       |             |               |
| 219. | 20. | Még több titok... (And More Secrets)                      | Joel J. Feigenbaum   | Brenda Hampton, Chris Olsen & Jeff Olsen         | 2006. április 24. 2006. július 14.    | 5,28 millió | 1020          |
| Manapság minden a jegygyűrűk körül forog! Simon és Rose között ismét heves szóváltásra kerül sor, amikor kiderül, hogy Simon azért nem folytatja az iskolát, hogy dolgozni tudjon és megkeresse a menyasszonya gyűrűjének árát. Eric továbbra is azon idegeskedik, hogy hogyan mondja el a feleségének, hogy évek óta hazudik a jegygyűrűjéről, miközben Savannah egyszer csak lenyeli Kevin gyűrűjét. |     |                                                           |                      |                                                  |                                       |             |               |
| 220. | 21. | Viszlát... (Goodbye…)                                     | Michael Preece       | Brenda Hampton                                   | 2006. május 1. 2006. július 17.       | 5,66 millió | 1021          |
| Rose és Simon esküvője előtt egy nappal Eric és Annie felidézik régi emlékeiket. Lucy és Kevin végre megtudják születendő gyermekük nemét, de egyelőre nem akarják elárulni senkinek. Rose bejelenti Simon-nak, hogy lehet, hogy állapotos, amivel még inkább fokozza vőlegénye nyugtalanságát. Rose szülei is megérkeznek, és a vacsora előtt elárulják a Camden szülőknek, hogy szerintük Rose nem terhes, csak biztosra akar menni, hogy Simon feleségül veszi. Eközben Ruthie találkozik egy skót fiúval, aki randira hívja. |     |                                                           |                      |                                                  |                                       |             |               |
| 221. | 22. | ...és köszönöm! (…And Thank You)                          | Michael Preece       | Brenda Hampton                                   | 2006. május 8. 2006. július 18.       | 7,56 millió | 1022          |
| Simon és Rose esküvőjének napján rengeteg meglepetés vár a Camden családra! Matt és Sarah korán reggel hirtelen betoppannak, és megosztják Eric-kel és Annie-vel a hetek óta őrzött titkukat: azt, hogy Sarah gyermeket vár. Simon és Rose egész nap azon vívódik, hogy vajon helyesen teszik-e, hogy összeházasodnak. A Camden szülők fejében is több forgatókönyv él az esküvővel kapcsolatban és leginkább arra számítanak, hogy az utolsó pillanatban mégis lefújják az esküvőt. Az este során elérkezik a nagy bejelentések ideje is, ahol kiderül, hogy Lucy és Sarah is ikerfiúkat vár, mire Carlos elmondja, hogy kibékültek Mary-vel, aki szintén terhes és két ikerlánynak ad majd hamarosan életet. |     |                                                           |                      |                                                  |                                       |             |               |

### Tizenegyedik évad (2006-2007)
| Sor. | Év. | Cím                                                                           | Rendező              | Író                                                          | Premier                               | Nézettség   | Gyártási szám |
| --- | --- | ----------------------------------------------------------------------------- | -------------------- | ------------------------------------------------------------ | ------------------------------------- | ----------- | ------------- |
| 222. | 1.  | Körforgás (Turn, Turn, Turn)                                                  | Joel J. Feigenbaum   | Caroline Kepnes                                              | 2006. szeptember 25. 2008. január 31. | 4,19 millió | 1101          |
| Lucy nehéz időszakon megy keresztül, mert nyáron elvesztette születendő gyermekét és a családját okolja az események miatt. Martin elmondja Sandy-nek, hogy még mindig érez valamit iránta, de úgy tűnik, hogy a lány Simont szereti. Sandy-nek így újabb céljai vannak: úgy dönt, hogy miniszter lesz. |     |                                                                               |                      |                                                              |                                       |             |               |
| 223. | 2.  | A mai menü (And Tonight's Specials Are…)                                      | Keith Truesdell      | Brenda Hampton                                               | 2006. október 2. 2008. február 1.     | 4,17 millió | 1102          |
| Kevin és Lucy házassága kezd megromlani a gyermekük elvesztése miatt. Lucy egyre kevesebb időt tölt a családjával. Egyik munkatársa, T-Bone az egyedüli, akivel beszélni tud problémáiról. Az ikrek tanárnője flörtölni kezd Eric-kel, aki ettől nagyon kényelmetlen helyzetbe kerül. |     |                                                                               |                      |                                                              |                                       |             |               |
| 224. | 3.  | Tortikollisz (A Pain in the Neck)                                             | Michael Preece       | Brenda Hampton                                               | 2006. október 15. 2008. február 4.    | 3,17 millió | 1103          |
| Amíg Annie Mary-nek segít a gyerekeknél, Eric gondoskodik a háztartásról. A sok teendő mellett azonban kínzó fájdalmak gyötrik, ezért orvoshoz fordul. Kevin testvérének születésnapja lesz, ezért megkéri Lucy-t, hogy hadd tölthessen náluk néhány napot. A doktor rossz hírekről tájékoztatja Eric-et. |     |                                                                               |                      |                                                              |                                       |             |               |
| 225. | 4.  | Ne szólj szám... (Don't Ax, Don't Tell)                                       | Joel J. Feigenbaum   | Brenda Hampton                                               | 2006. október 22. 2008. február 5.    | 3,27 millió | 1104          |
| Eric titkol valamit a családja elől, Lucy azonban nagyon eltökélt, hogy rájöjjön a titokra. Annie elutazik a városból, hogy meglátogassa Mary-t. Eric pedig úgy dönt, hogy az ikrek otthon fognak tanulni, majd kiveszi őket az iskolából, anélkül, hogy ezt előzetesen megbeszélte volna Annie-vel. |     |                                                                               |                      |                                                              |                                       |             |               |
| 226. | 5.  | A helyettesek (The Replacements)                                              | Michael McDonald     | Brenda Hampton                                               | 2006. október 29. 2008. február 6.    | 3,14 millió | 1105          |
| T-Bone száll meg Camden-éknél. Eric rajta kívül még két fiatal lányt is befogad, Jane-t és Margaret-tet, akik ráadásul füveznek. A három tinédzser titkon azt reméli, hogy Camden-ék majd örökbe fogadják őket. A váratlanul hazaérkező Annie-t így káosz és idegen emberek fogadják. Eric még mindig nem mer beszélni a titkáról.                                                                                    |     |                                                                               |                      |                                                              |                                       |             |               |
| 227. | 6.  | Törtszívek és ígéretek (Broken Hearts and Promises)                           | Michael Preece       | Brenda Hampton                                               | 2006. november 5. 2008. február 7.    | 3,85 millió | 1106          |
| Eric-et gyötri az egészségi állapota és őrlődik, hogy hogyan mondja el mindezt a családjának. Ám nem megy el orvoshoz, nehogy kiderüljön az igazság. Amikor azonban az egyik hörcsög megbetegszik, s ráadásul szívproblémája van, párhuzamot von a kis állat és a saját állapota között és úgy dönt, végre elmondja az igazat.                                                                                        |     |                                                                               |                      |                                                              |                                       |             |               |
| 228. | 7.  | Magasabb ősvényeken (You Take the High Road…)                                 | Joel J. Feigenbaum   | Jeffrey Rodgers                                              | 2006. november 12. 2008. február 8.   | 3,62 millió | 1107          |
| Ruthie megharagszik a szüleire, amikor megtudja, hogy haza akarják hozni őt Skóciából. Lucy nem vesz tudomást Kevin-ről, amikor a fiú Eric betegségéről próbál beszélni. Sandy úgy dönt, hogy támogatja Martin-t, hogy segítsen Daniel-nek. Kevin megtudja Jane titkait. |     |                                                                               |                      |                                                              |                                       |             |               |
| 229. | 8.  | Nehéz döntés (…And I'll Take the Low Road)                                    | Joel J. Feigenbaum   | Brenda Hampton                                               | 2006. november 19. 2008. február 11.  | 4,51 millió | 1108          |
| Ruthie is tudomást szerez az apja betegségéről, majd a szüleivel hazautazik. Sandy meggondolja magát a Martin-nal való házassággal kapcsolatban, amikor Mac kérdőre vonja, hogy miért sieti el a döntést. Időközben Lucy arra kéri T-Bone-t, hogy majd segítsen az anyjának, ha ő nem lesz képes rá. |     |                                                                               |                      |                                                              |                                       |             |               |
| 230. | 9.  | Hála és köszönet (Thanks and Giving)                                          | Keith Truesdell      | Brenda Hampton                                               | 2006. november 26. 2008. február 12.  | 4,22 millió | 1109          |
| Lucy megpróbál erősnek és derűsnek mutatkozni Eric betegségét illetően, de eközben legbelül kínozza a tudat, hogy talán elveszítheti az édesapját. Ez alatt Mac szívességet téve Martin-nak, próbálja megfejteni Sandy érzéseit Simon iránt. |     |                                                                               |                      |                                                              |                                       |             |               |
| 231. | 10. | Addig kérj, amíg nem késő (You Don't Know What You've Got 'Til He's Gone)     | Harry Harris         | Jeffrey Rodgers                                              | 2006. december 3. 2008. február 13.   | 4,23 millió | 1110          |
| Ruthie és T-Bone összevesznek az amerikai oktatási rendszeren, a vita azonban egy csókkal végződik. Lucy beugrik Eric-hez, hogy közölje, egy "második nászútra" mennek a férjével. Margaret egy váratlan lehetőséget kap, mint bébiszitter. Ruthie ajándéka csak most érkezik meg az édesapjának, amely egy skót-szoknya. Ezután pedig csupa jó dolog történik.                                                       |     |                                                                               |                      |                                                              |                                       |             |               |
| 232. | 11. | Karácsony (Christmas!)                                                        | Keith Truesdell      | Elaine Arata & Brenda Hampton                                | 2006. december 10. 2008. február 14.  | 4,39 millió | 1111          |
| Lucy-ék hazajönnek, mert úgy érzik, hogy otthon a helyük Karácsonykor. Eric még nem érkezett meg, de Annie nem aggódik, mondván, hogy biztosan csak segít valakinek. Közben Eric olyan helyen jár, amely fantasztikus élményeket ad neki. Bár amikor hazatér, nem emlékszik rá, hogy mi is történt vele, de egy dolgot biztosan tud: szeret élni és szereti a családját.                                              |     |                                                                               |                      |                                                              |                                       |             |               |
| 233. | 12. | Van valami ennivaló? (Can I Just Get Something to Eat?)                       | Harry Harris         | Tévéjáték: Chris Olsen & Jeff Olsen Történet: Brenda Hampton | 2007. január 14. 2008. február 15.    | 3,13 millió | 1112          |
| Ruthie és T-Bone a faji megkülönböztetésről és az ellene folyó harcról készítenek egy minden apró részletre kiterjedő tanulmányt. Ez azonban szerencsére nem csak nekik hasznos elfoglaltság, mert részt vesz benne kivétel nélkül az egész Camden család. |     |                                                                               |                      |                                                              |                                       |             |               |
| 234. | 13. | Kiruccanás (Script Number Two Hundred Thirty-Four)                            | Joel J. Feigenbaum   | Caroline Kepnes                                              | 2007. január 21. 2008. február 18.    | 3,33 millió | 1113          |
| Eric és Lucy elmennek horgászni, miközben a többieknek azt mondják, hogy az egyház hivatalos ügyeit kell intézniük. Eközben Annie és Kevin is gyanakszanak rájuk, hogy vajon mi állhat a titkolózásuk mögött. Ruthie-nak elege lesz abból, hogy őt senki sem tekinti nőnek, ezért elhatározza, hogy változtatni fog, mégpedig T-Bone segítségével.                                                                    |     |                                                                               |                      |                                                              |                                       |             |               |
| 235. | 14. | Jaj a gondnokoknak (Deacon Blues)                                             | Michael Preece       | Jeffrey Rodgers                                              | 2007. január 28. 2008. február 19.    | 3,16 millió | 1114          |
| Lou sokkoló hírről számol be Eric-nek. Az egyházi tanács szerint ugyanis ő és Lucy már kevésbé tudnak hatni a fiatalokra, ezért a következő szent beszédet nem más, mint Sandy fogja tartani. |     |                                                                               |                      |                                                              |                                       |             |               |
| 236. | 15. | Szeget szeggel (Tit for Tat)                                                  | Lindsley Parsons III | Chris Olsen & Jeff Olsen                                     | 2007. február 11. 2008. február 20.   | 2,90 millió | 1115          |
| ric szülei látogatóba érkeznek, ami nagy bonyodalmat okoz, mert Eric biztos benne, hogy valahonnan megtudták, hogy gond van a szívével. Lucy ugyanakkor menekülni akar, mert fél attól, hogy kiderül: ő árulta el a titkot. Ezért arra készül, hogy egy ürügyet találva Kevin-nel lelépnek egy időre. Ruthie kitalálja, hogy csináltassak T-Bone-nal egy tetoválást, hogy ezzel mutassák ki, mennyire összetartoznak. |     |                                                                               |                      |                                                              |                                       |             |               |
| 237. | 16. | Vallás (Gimme That Ol' Time Religion)                                         | Joel J. Feigenbaum   | Chris Olsen & Jeff Olsen                                     | 2007. február 18. 2008. február 21.   | 3,57 millió | 1116          |
| Ruthie megpróbálja eltitkolni a tetoválását a szülei elől, amiről Lucy is tudomást szerez. Húgát azonban nem árulhatja el, mert neki is van némi rejtegetni valója, ahogyan Matt-nek, Mary-nek és Simon-nak is. Azt azonban senki sem sejti, hogy Eric és Annie eközben mindenről tudnak. |     |                                                                               |                      |                                                              |                                       |             |               |
| 238. | 17. | Apró csodák (Small Miracles)                                                  | Michael Preece       | Elaine Arata                                                 | 2007. április 8. 2008. február 22.    | 2,15 millió | 1117          |
| Eric is és Lucy is egy fekete madárral találkoznak, és mindketten rossz előjelnek tulajdonítják az esetet. Ruthie elveszti a T-Bone-tól kapott gyűrűt, ami szerinte nem lehet véletlen, és úgy véli, hogy lehet, hogy nem ő a megfelelő a számára. |     |                                                                               |                      |                                                              |                                       |             |               |
| 239. | 18. | Megjelölve (Inked)                                                            | Keith Truesdell      | Chad Bynes                                                   | 2007. április 15. 2008. február 25.   | 2,80 millió | 1118          |
| Lucy állásajánlatot kap egy másik városból, ezért Kevin-nel odautaznak, hogy megnézzék, megfelelő otthon lenne-e majd számukra. A városba érve azonban meglepődve veszik észre, hogy ez egy különös hely, furcsa szokásokkal. Eközben Ruthie felkeres egy orvost, hogy segítsen neki eltüntetni a tetoválását. A műtét azonban túl drága lenne, ezért T-Bone-hoz fordul segítségért.                                  |     |                                                                               |                      |                                                              |                                       |             |               |
| 240. | 19. | Szakítás és békülés (Some Break-Up and Some Get-Togethers)                    | Jason Priestley      | Justin Trofholz                                              | 2007. április 22. 2008. február 26.   | 2,79 millió | 1119          |
| Ruthie kap egy üzenetet, amelyről azt gondolja, hogy T-Bone írta, azért, hogy szakítson vele. Az igazság azonban egészen más. Lucy és Kevin azon tanakodnak, hogy vajon elköltözzenek-e Crossroads városába, ahol Lucy-nak állást ajánlottak fel. |     |                                                                               |                      |                                                              |                                       |             |               |
| 241. | 20. | A szerelem nem habos torta (Nothing Says Lovin' Like Something From the Oven) | Joel J. Feigenbaum   | Brenda Hampton                                               | 2007. április 29. 2008. február 27.   | 2,96 millió | 1120          |
| A második gyermeküket várva, Kevin arról akarja meggyőzni Lucy-t, hogy ebben a helyzetben nem lenne alkalmas a költözés. Jonathan váratlanul megkéri Sandy kezét, miközben T-Bone régóta eltűnt édesapja feltűnik Camden-ék házában. |     |                                                                               |                      |                                                              |                                       |             |               |
| 242. | 21. | Jó hírek majdnem mindenkinek (Good News for Almost Everyone)                  | Keith Truesdell      | Brenda Hampton                                               | 2007. május 6. 2008. február 28.      | 2,91 millió | 1121          |
| Annie kórházba siet Eric-kel, amikor a férje egy reggel hirtelen rosszul lesz. Lucy nagyon aggódik az édesapja miatt, ezért Kevin próbálja őt megnyugtatni. Ruthie és T-Bone úgy döntenek, hogy újra megpróbálják együtt, de Martin reméli, hogy meg tudja győzni a lányt, ha elmondja neki, mit is érez valójában iránta.                                                                                            |     |                                                                               |                      |                                                              |                                       |             |               |
| 243. | 22. | Itt a vége, fuss el véle (And Away We Go)                                     | Harry Harris         | Brenda Hampton                                               | 2007. május 13. 2008. február 29.     | 3,32 millió | 1122          |
| Eric és Annie úgy döntenek, hogy egy hatalmas busszal beutazzák Amerikát, megünnepelve ezzel Eric csodálatos gyógyulását. Lucy és Kevin kezdetben meglepődnek a hír hallatán, majd aztán ők is csatlakoznak a családhoz az izgalmas utazáson. |     |                                                                               |                      |                                                              |                                       |             |               |